# Walki o archipelag Marianów

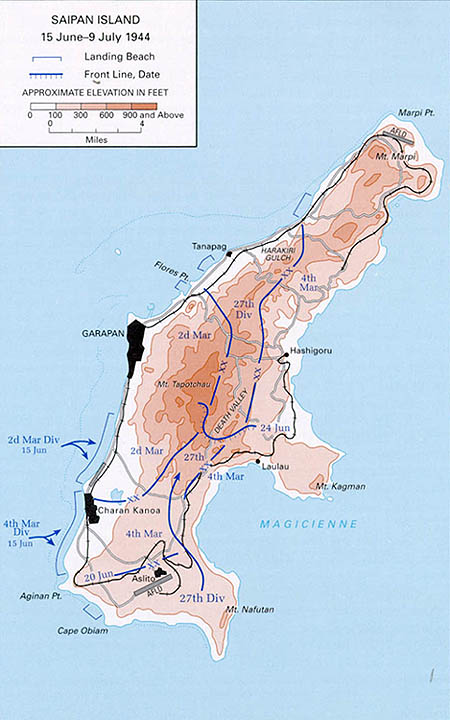
Plan bitwy o Saipan.

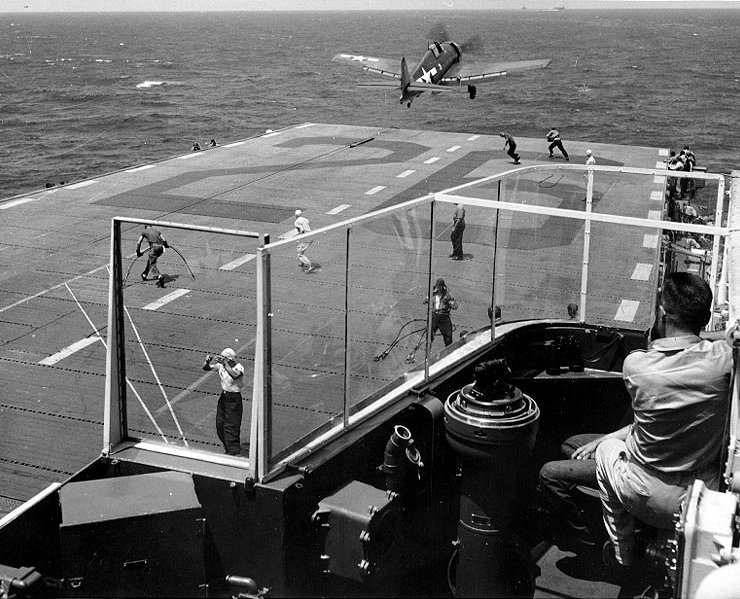
Lekki lotniskowiec USS „Monterey” u wybrzeży Marianów. Oficerem artylerii i asystentem nawigatora na tym lotniskowcu był przyszły prezydent Gerald Ford

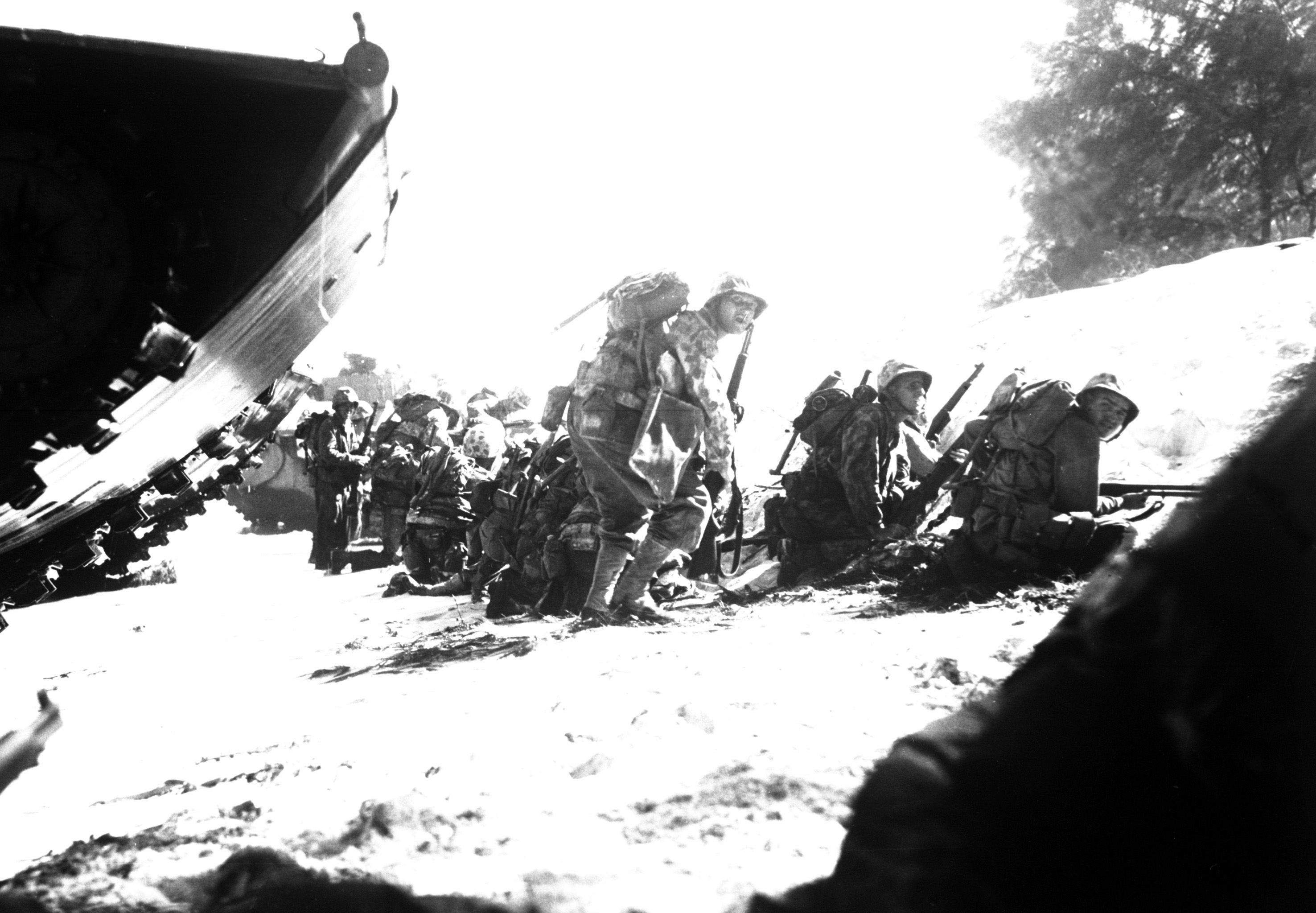
Pierwszy rzut marines na plaży Saipanu

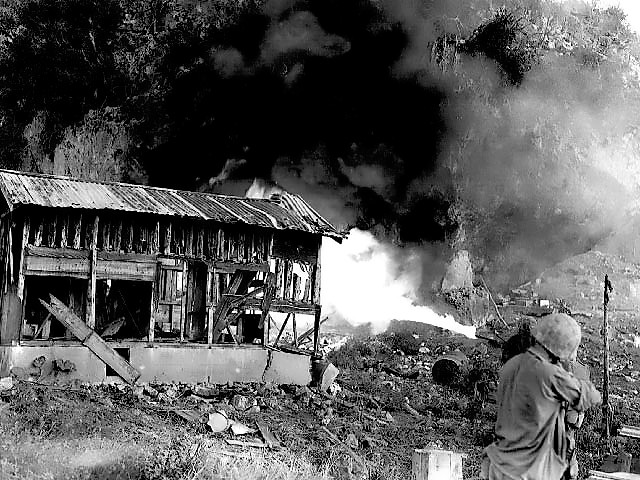
Miotacz płomieni w akcji. Miotacze płomieni typu M1A1 używane były od czerwca 1943 roku

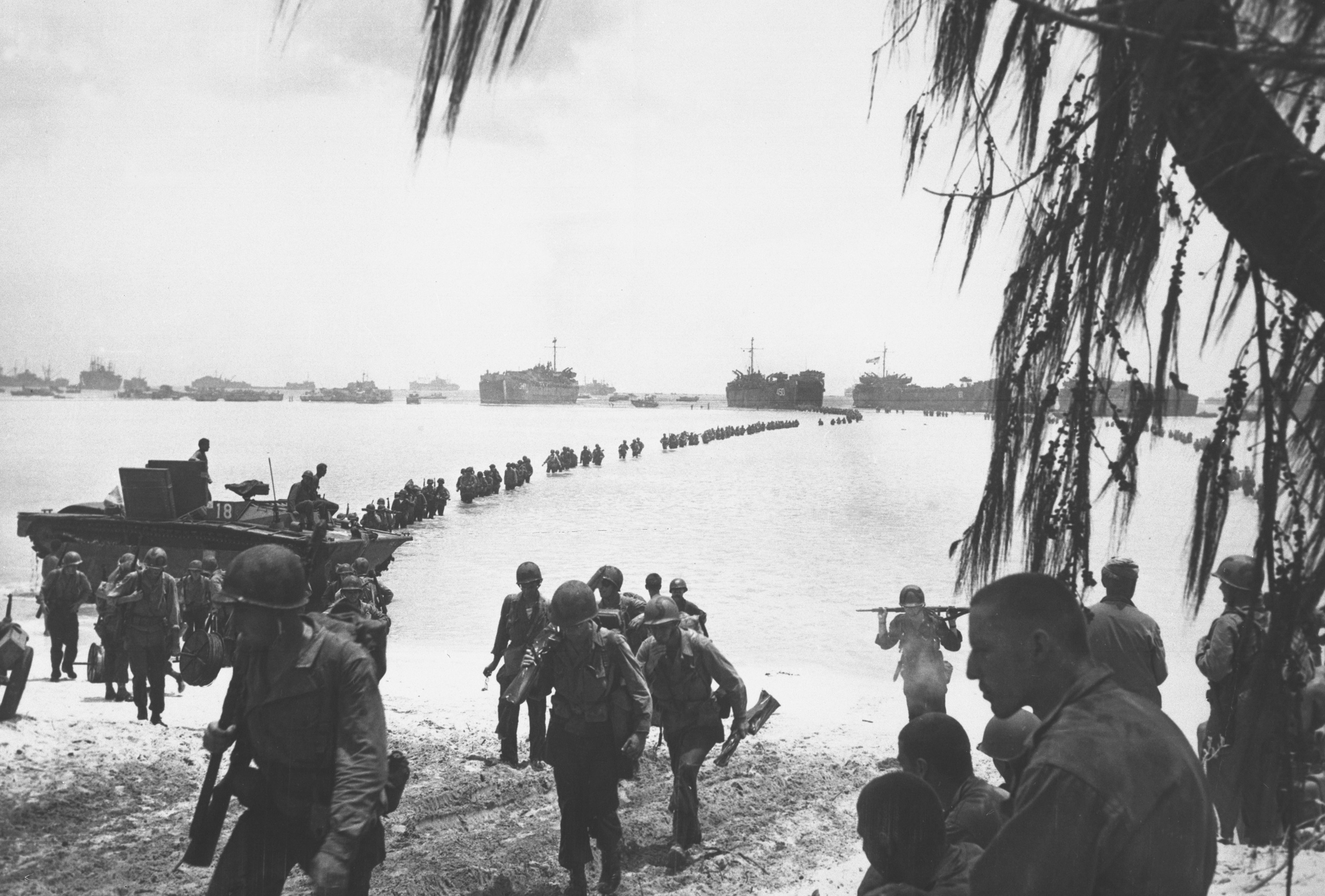
27 Dywizja Piechoty ląduje na Saipanie. Dywizja nie wykazała się w boju i ostatecznie została wycofana

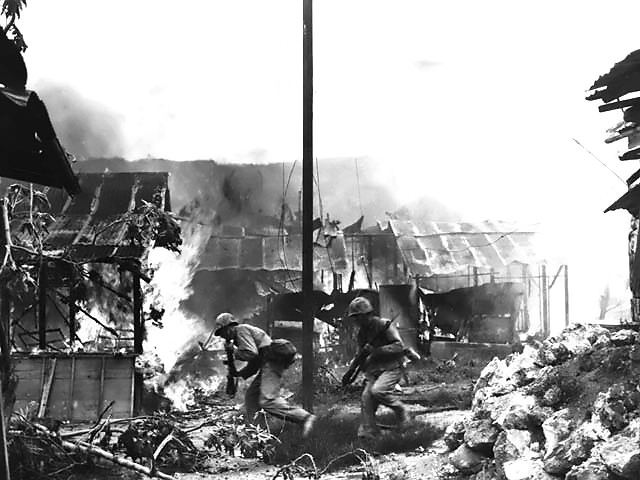
Marines w płonących zabudowaniach Garapanu

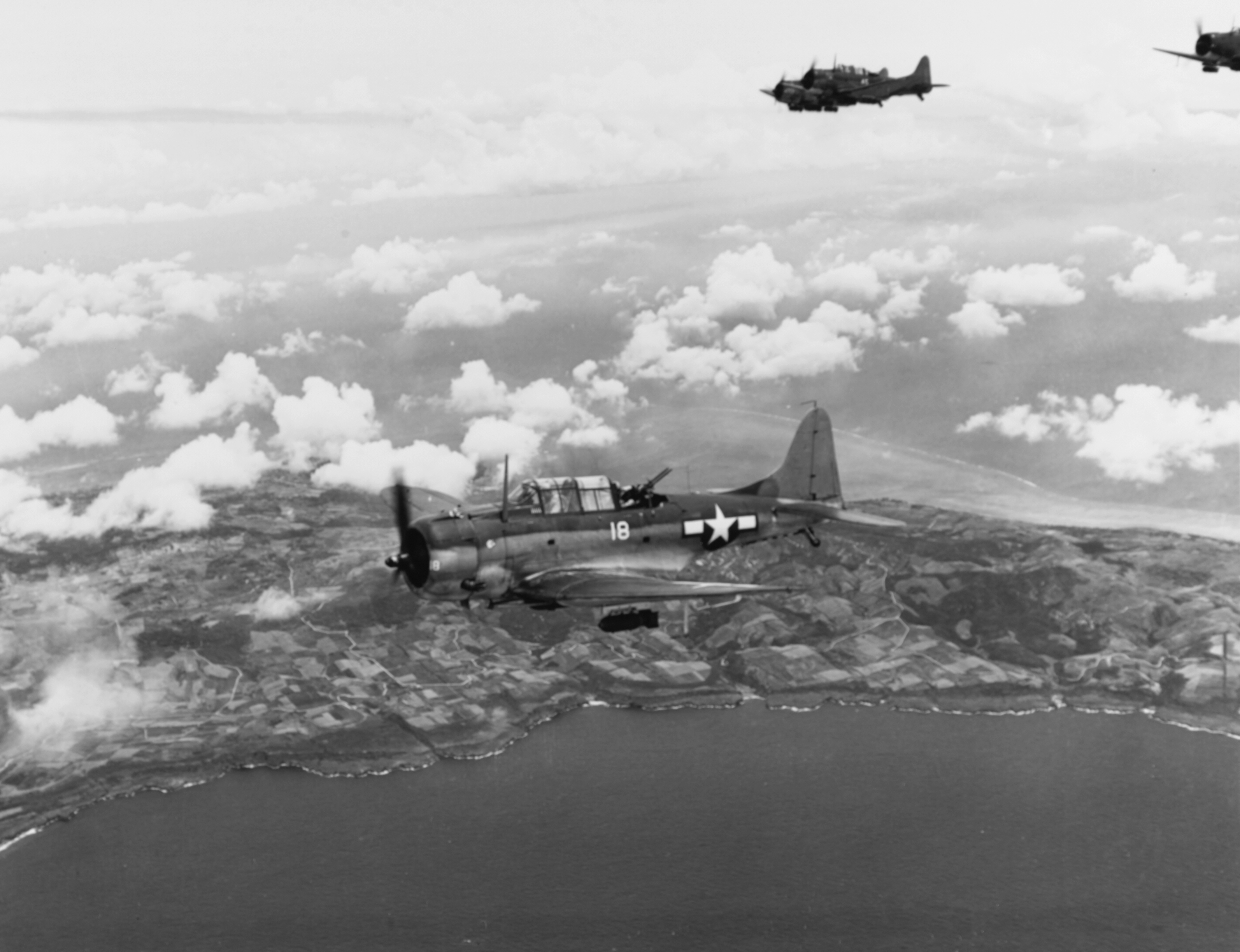
Amerykańskie bombowce nurkujące nad Saipanem. Ich cel stanowi lotnisko Aslito, 15 czerwca 1944

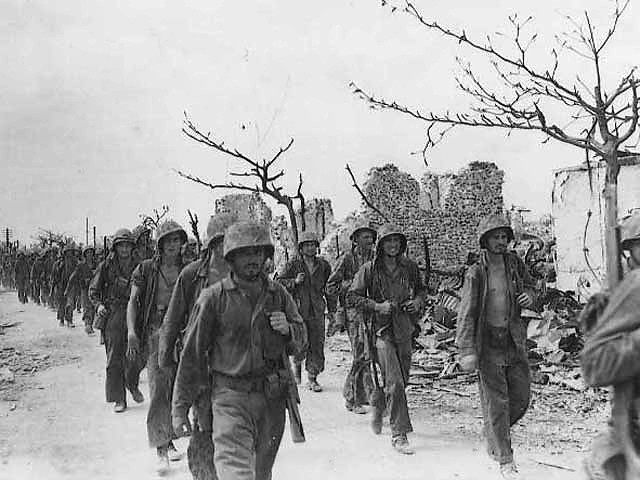
W drodze na nowe pozycje

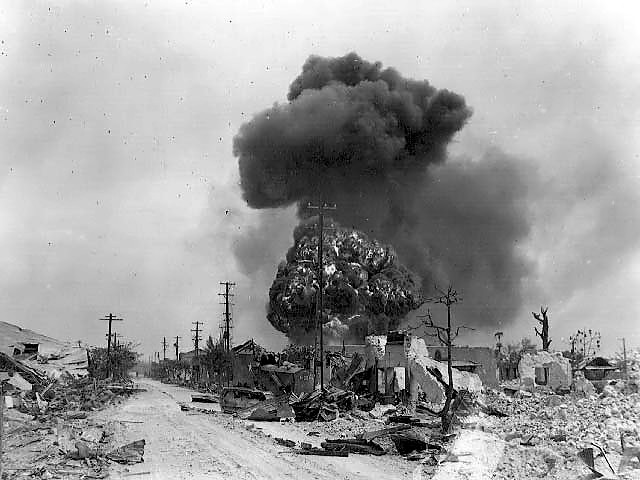
Wybuch japońskiego zbiornika paliw

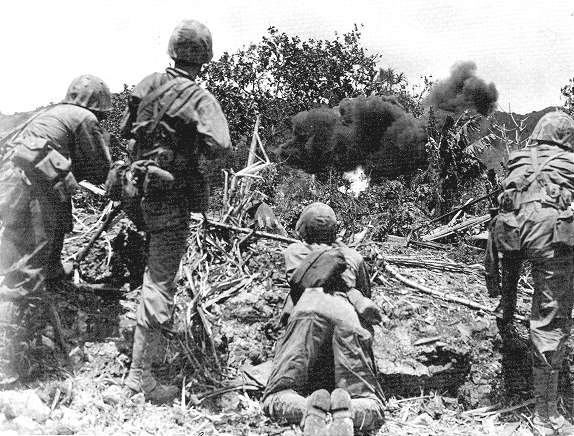
Likwidowanie punktu oporu

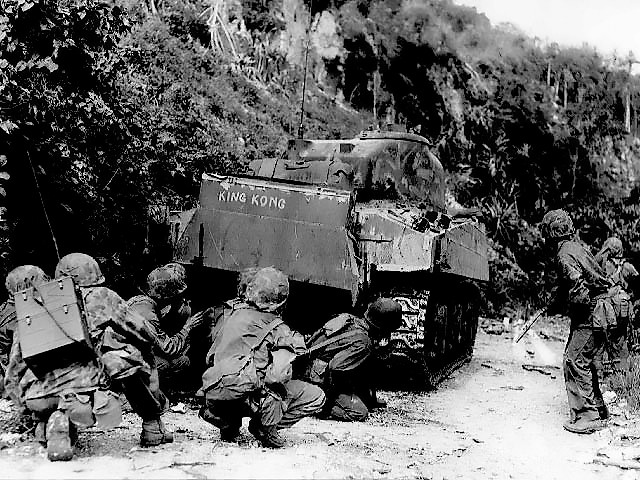
Ostatnie walki na północnym Saipanie. Marines kryją się za czołgiem M4 Sherman przed ogniem nieprzyjaciela (8 lipca 1944)

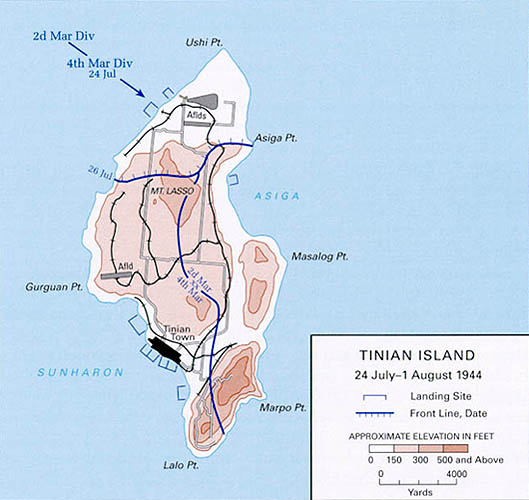
Plan bitwy o Tinian

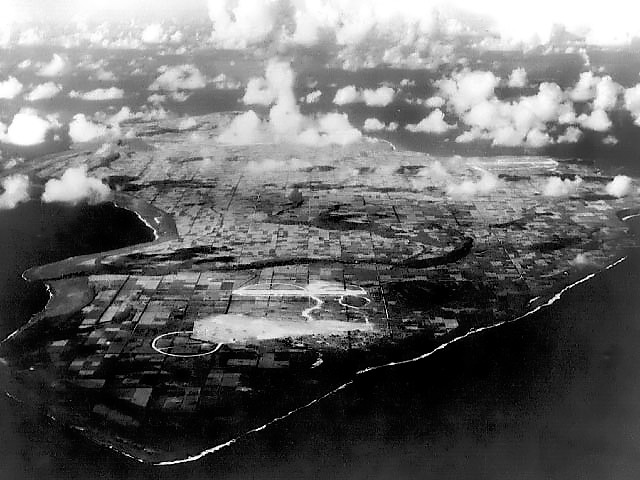
Tinian z lotu ptaka. Na pierwszym planie północny kraniec wyspy; biała pozioma linia to lotnisko japońskie

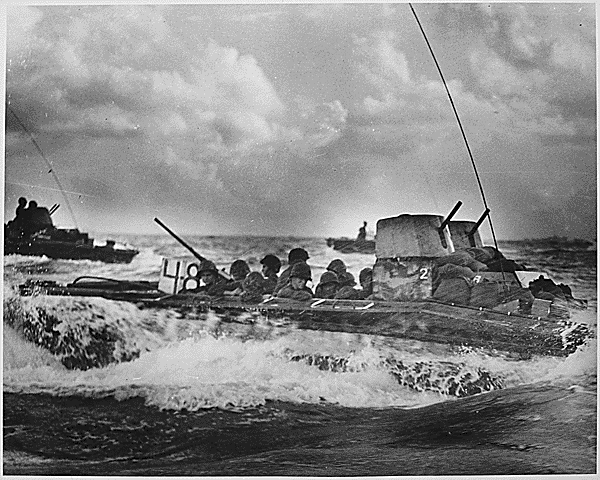
Pojazdy LVT zbliżają się do plaż. Popularne amtraki odegrały ważną rolę podczas wojny na Pacyfiku

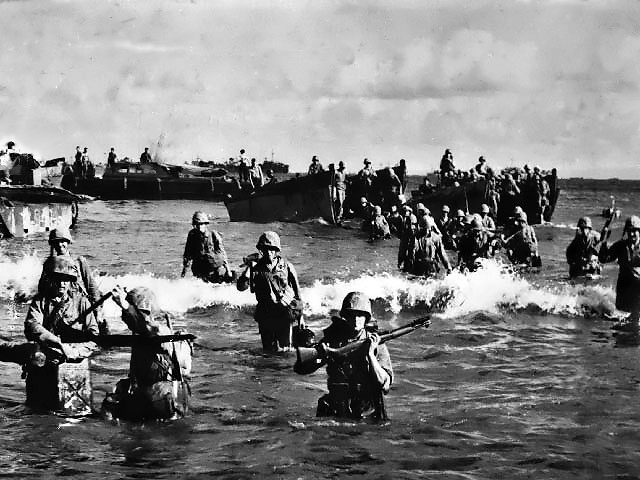
Pierwsze oddziały na plażach Tinianu

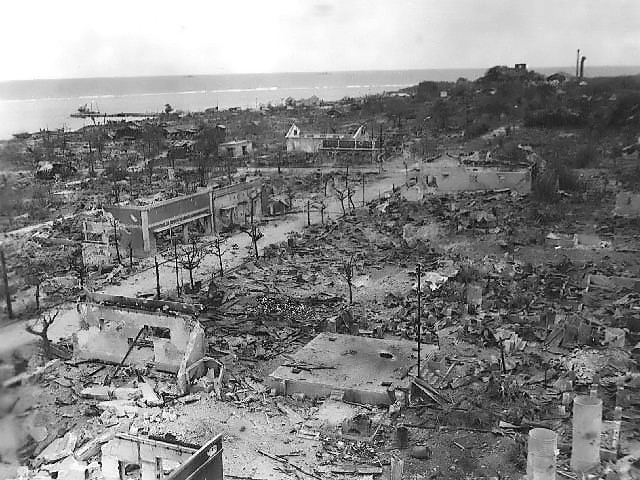
Miasteczko Tinian po bombardowaniu

Walki o archipelag Marianów – operacje desantowe przeprowadzone w czerwcu i lipcu 1944 roku (przy czym zakończenie walk na Guam nastąpiło 10 sierpnia) pod kryptonimem Forager przez wojska US Marine Corps i US Army w czasie II wojny światowej na Pacyfiku. Celem operacji było zajęcie wysp Saipan, Tinian i Guam, stanowiących pierwszy wewnętrzny pierścień obrony wysp macierzystych Japonii.
Zdobycie wysp zapewniało Amerykanom możliwość zbudowania lotnisk położonych znacznie bliżej Japonii niż dotychczas posiadane oraz dawało dogodne kotwicowiska dla okrętów US Navy. Siły amerykańskie przy znacznych stratach własnych pokonały walczące z determinacją oddziały japońskie.
Zajęcie kluczowych wysp archipelagu otwierało Amerykanom drogę do kolejnych celów w archipelagach Palau i Filipin, a w końcu – przed planowaną inwazją Japonii – wysp Iwo Jima i Okinawa. Zwycięstwo na Marianach miało duże znaczenie – w sensie strategicznym i propagandowym – i tak też zostało odczytane zarówno w USA, jak i w Japonii, gdzie po upadku Saipanu podał się do dymisji gabinet premiera Hideki Tōjō.

## Rys historyczny
Archipelag Marianów to łańcuch piętnastu wulkanicznych wysepek ciągnących się południkowo pomiędzy 20°32′N/144°54′E a 13°15′N/144°43′E. Najdalej na południe wysunięta wyspa Guam ma powierzchnię 594 km², odległe od niej o około 180 km siostrzane wyspy Saipan i Tinian liczą odpowiednio 120 i 101 km² powierzchni, ale ponad dwie trzecie całego archipelagu to niewielkie, skaliste skrawki lądu bez żadnego znaczenia militarnego. Saipan leży w odległości około 2600 km od Tokio.
Ferdynand Magellan odkrył wyspy 6 marca 1521. Hiszpania władała nimi przez trzy i pół stulecia, ale w końcu XIX wieku Guam zagarnęli Amerykanie, a liczne inne wyspy Niemcy, którzy stolicą swych posiadłości uczynili Yap w Karolinach. W wyniku I wojny światowej Mariany, Karoliny i Palau stały się terytoriami mandatowymi Ligi Narodów, która oddała je pod opiekę Japonii. Japończycy uznali nabytek za wartościowy i natychmiast zaczęli eksploatować i zasiedlać poszczególne wyspy. Gdy w roku 1935 Japonia wystąpiła z Ligi, nie zwróciła mandatowych terytoriów uznając je jednostronnie za swoją własność.

### Zajęcie Guamu przez Japończyków
W grudniu 1941 roku amerykański garnizon wyspy liczył 153 marines, 271 marynarzy i 308 ludzi z pomocniczych autochtonicznych sił porządkowych. Nie było żadnych umocnień, ani artylerii. Jedynie największy z trzech kutrów patrolowych, USS „Penguin”, posiadał dwa działa przeciwlotnicze kal. 75 mm.
Japoński plan zajęcia Guamu był gotowy w początku listopada. Zakładał on, że wraz z pierwszym uderzeniem na główne cele amerykańskie w basenie Pacyfiku lotnictwo z Saipanu rozpocznie bombardowanie instalacji amerykańskich na wyspie, a najpóźniej trzy dni potem nastąpi desant w wykonaniu Oddziału Południowego Pacyfiku (około 5500 żołnierzy gen. Tomitary Horiego stacjonujących na wyspach Bonin).
Rozkaz rozpoczęcia bombardowania lotnicy japońscy na Saipanie otrzymali 8 grudnia 1941 o godz. 5.25. W ciągu trzech następnych godzin samoloty dokonały nalotów na wyspę najpierw zatapiając Penguina i uszkadzając stary zbiornikowiec Barnes, a następnie atakując koszary marines oraz stacje łączności telefonicznej i radiowej, gdzie wywołały liczne pożary. Lądowanie nastąpiło o 2.30 rano 10 grudnia, przy niezbyt aktywnym oporze obrońców. O godzinie 5.45 gubernator wyspy uznał, że dalszy opór jest bezcelowy i poprosił o zawieszenie broni celem uzgodnienia warunków kapitulacji.

## Przygotowania japońskie
W japońskich planach wojennych łańcuch Marianów odgrywał ważną rolę (wraz z wyspami Bonin na północy i Palau na południu) pierwszej linii pasa obrony wewnętrznej wysp macierzystych. Cesarska Armia Japońska bardzo starannie zaplanowała budowę umocnień i rozmieszczenie sił lądowych, dość luźno jednak współpracując z dowództwem Marynarki Cesarskiej. W latach 1934–1940 rząd japoński wydał na prace konstrukcyjne na Marianach 14,5 mln jenów (4 mln USD). Budowano głównie lotniska, ale również umocnienia, magazyny, koszary, zbiorniki paliw, stanowiska artylerii i kaemów.
W pierwszych latach wojny siły stacjonujące na Marianach były niewielkie. Załoga wyspy Saipan w lutym 1944 roku liczyła 1437 ludzi, wliczając w to 220 robotników cywilnych (przeważnie z Korei). Dopiero w marcu, po pierwszych nalotach dokonanych przez samoloty Grupy Uderzeniowej Szybkich Lotniskowców (TF58) adm. Mitschera, utworzono Flotę Środkowego Pacyfiku pod dowództwem adm. Chūichi Nagumo i zawarto porozumienie z dowódcą 31 Armii względem kompetencji dowódczych, co zaowocowało szybką rozbudową sił. W maju Japończycy zgromadzili na Pacyfiku pięć dywizji, sześć samodzielnych brygad i pięć samodzielnych pułków piechoty, z czego na obszarze podporządkowanym dowódcy 31 Armii (Mariany i Palau) znalazły się dwie dywizje, dwie samodzielne brygady i dwa pułki, nie licząc mniejszych jednostek, jak bataliony czołgów, baterie artylerii, czy kompanie karabinów maszynowych.
Nie wszystkie wymienione jednostki dotarły na miejsce. Z zatopionego przez amerykański okręt podwodny USS „Skipjack” transportowca „Ikei Maru” uratowano 1688 spośród 3080 ludzi, prawie całkowicie pozbawionych wyposażenia: „Całe uzbrojenie zostało stracone nie licząc 7 karabinów, 2 elkaemów i 150 bagnetów”. Wraz z innym zatopionym statkiem na dno poszło 1029 ludzi przeznaczonych na uzupełnienie garnizonu Guam.
Ostatnim i najistotniejszym uzupełnieniem załogi Saipanu były elementy 43 Dywizji Piechoty z Japonii. Jej dowódca, gen. Yoshitsugu Saitō, przejął praktycznie kontrolę nad obroną Saipanu, aczkolwiek nominalnym dowódcą był admirał Nagumo. Zdaniem premiera Tōjō Saipan był „fortecą nie do zdobycia”.
Plan obrony japońskiej nosił jednak w zarodku poważny błąd: zakładał bowiem powrót do zarzuconej obrony ogniem zaporowym podejść do plaż i niszczenia siły żywej nieprzyjaciela samobójczymi kontratakami po wylądowaniu. Tymczasem górzyste, wulkaniczne wyspy były znakomitym miejscem do rozbudowywania obrony w głąb (tak jak postąpiono w trakcie bitwy o Peleliu, co zresztą nie uchroniło obrońców przed zagładą), w oparciu o naturalne przeszkody terenowe.

## Plany amerykańskie
Tak jak we wszystkich operacjach w rejonie Pacyfiku na obszarach niepodlegających jurysdykcji generała MacArthura, cała władza spoczywała w rękach admirała Nimitza. Podlegał mu bezpośrednio adm. Raymond Spruance, dowódca 5 Floty, który z kolei był przełożonym wiceadm. Richmonda Turnera, szefa połączonych sił ekspedycyjnych (TF51), a do 15 lipca 1944 roku także północnej grupy uderzeniowej (TF52). Dowódcą wszystkich, liczących 105 859 ludzi, wojsk przeznaczonych do akcji desantowych był gen. Holland Smith, który miał osobiście dowodzić uderzeniem na Saipan i Tinian (66 779 żołnierzy) i któremu podlegali generałowie Harry Smith (Tinian) i Roy Geiger (Guam), któremu przydzielono 39 080 żołnierzy.
Lądowanie na Saipanie miały przeprowadzić wzmocnione 2. i 4 Dywizja Marines z 27 Dywizją Piechoty w rezerwie. 3 Dywizja Marines i 1 (prowizoryczna) Brygada Marines miały zaatakować Guam. Dodatkowo, 77 Dywizja Piechoty stacjonująca na Hawajach, miała być przerzucona na Mariany po 22 dniach od lądowania pierwszych wojsk na Saipanie dla wsparcia dalszych operacji.
Plan amerykański zakładał silne wsparcie ogniem okrętów V Floty i samolotów z lotniskowców, nie przewidywał natomiast wsparcia desantów przez równoczesny ostrzał celów ataku przez baterie artylerii stromotorowej, co wynikało z naturalnych warunków atakowanych wysp (pozbawionych łatwo dostępnych, przybrzeżnych wysepek). W rezultacie jedynego wsparcia artyleryjskiego udzielać miała artyleria okrętowa, niezdolna do likwidowania celów ukrytych w górzystym, mocno sfałdowanym terenie. Receptą na to miało być doposażenie oddziałów piechoty w większą niż zwykle ilość moździerzy oraz jak najszybsze, po umocnieniu przyczółków, wyrzucanie na brzeg batalionów artylerii stromotorowej.
W związku z odmiennymi warunkami terenowymi ćwiczenia piechoty (prowadzone tradycyjnie na Hawajach) zostały wzbogacone o elementy walki w obszarach objętych pożarem, a także w górach.
Ostatnim fragmentem planowania była logistyka: adm. Nimitz zaakceptował skierowanie do rejonu desantu blisko 75 000 ton zaopatrzenia (dla porównania: podczas lądowania na Kwajalein wysłano tylko nieco ponad 49 000 ton).

## Saipan
Jednostki taktyczne Northern Force, przeznaczone do lądowania na Saipanie i Tinianie, liczyły łącznie 66 799 oficerów i żołnierzy:
- 2 Dywizja Marines (dow. generał-major Thomas E. Watson, USMC) – 21 746
- 4 Dywizja Marines (dow. gen-mjr Harry Schmidt, USMC) – 21 618
- 27 Dywizja Piechoty (dow. gen-mjr Ralph C. Smith) – 16 404 (początkowo w rezerwie)
- XXIV Korpus Artylerii (dow. generał-brygadier Arthur M. Harper) – 2682

oraz 4329 ludzi w dowództwie, oddziałach pomocniczych i tyłowych.
6 czerwca, gdy konwoje z ww. oddziałami wojska zmierzały ku swym bazom postojowym na Wyspach Marshalla, TF58 adm. Marca Mitschera opuściła Majuro kierując się ku Marianom. Dla przeprowadzenia obecnej operacji Mitscher zgromadził flotę składającą się z siedmiu lotniskowców, ośmiu lotniskowców lekkich, siedmiu szybkich okrętów liniowych, trzech krążowników ciężkich, dziesięciu lekkich i pięćdziesięciu dwóch niszczycieli. Jej misją było „zmiękczenie” obrony japońskiej, a w pierwszej mierze zniszczenie samolotów i lotnisk na wyspach, okrętów nieprzyjacielskich w ich rejonie oraz instalacji obronnych.
Efekt pierwszego uderzenia (11 czerwca po południu) przeszedł najśmielsze oczekiwania. Japończycy stracili co najmniej 147 samolotów. Przez następne trzy dni (12–14 czerwca) lotnictwo amerykańskie atakowało Guam, Saipan, Tinian, a ponadto dwie mniejsze wysepki – Rota i Pagan. Zniszczono kolejnych 50 maszyn japońskich i uszkodzono 66. Jednocześnie (12 i 13 czerwca) samoloty z lotniskowców wykryły i zbombardowały dwa konwoje japońskie próbujące opuścić rejon Marianów. Skutkiem tych ataków było zatopienie szesnastu jednostek i uszkodzenie kilku dalszych oraz całkowite wyeliminowanie z walki lotnictwa nieprzyjaciela.
Ostrzał wyspy z morza rozpoczął się 13 czerwca. Brało w nim udział piętnaście okrętów, które wystrzeliły około 165 000 pocisków. Siedem szybkich pancerników floty ostrzelało cele pociskami kalibru 406 mm, ale by nie wejść na ewentualne miny położone przez obrońców (akcja rozminowywania wód przybrzeżnych była prowadzona równolegle z ostrzałem), ogień był prowadzony z odległości 10 km od brzegu, a załogi nie miały doświadczenia w walce z umocnieniami brzegowymi. Następnego dnia zastąpiono je ośmioma starymi pancernikami i jedenastoma krążownikami adm. Oldendorfa, którym z kolei brakowało amunicji burzącej.

### D-day
Lądowanie sił głównych rozpoczęło się o 7.00 rano 15 czerwca 1944. Siłom desantowym wsparcia artyleryjskiego udzielało 11 okrętów: pancerniki USS „Tennessee” i „California”, krążowniki „Birmingham” i „Indianapolis”, niszczyciele „Norman Scott”, „Monssen”, „Colahan”, „Halsey Powell”, „Bailey”, „Robinson” i „Albert W. Grant”. Ponad trzysta amtraków wysadziło 8000 marines na zachodnim wybrzeżu Saipanu – 2 Pułkowa Grupa Bojowa (ang. Regimental Combat Team, dalej RCT) ze składu 2 Dywizji Marines na plażach „zielona” (8 Pułk Marines) i „czerwona” (6 Pułk Marines) na północ od Przylądka Afetna; 24 RCT ze składu 4 Dywizji Marines na plażach „niebieska” (23 Pułk Marines) i „żółta” (25 Pułk Marines) na południe od tego samego przylądka, na wysokości miasteczka Charan Kanoa aż po przylądek Agingan.
Pierwsze fale amtraków i czołgów pływających dotarły do plaż bez większych strat, przy czym pomiędzy skrajnie prawym 2. batalionem 8 Pułku Marines, a skrajnie lewym 3. batalionem 23 Pułku Marines powstała luka, którą miało się udać załatać dopiero po trzech dniach inwazji. Powstanie luki spowodowane było zarówno silnym prądem północnym powyżej przylądka Afetna, jak i gwałtownym ostrzałem prowadzonym z tego właśnie miejsca. W rezultacie wszystkie bataliony 2 RCT (poza jednym) lądowały o około 300 m na północ od wyznaczonych sektorów. Lądowania nie ułatwiała wysoka (3-5-metrowa) fala przyboju, która zatopiła dwa pojazdy amfibijne. W sumie jednak 98% pojazdów dotarło do plaż pomiędzy 8.43 a 9.08 rano.
Postępy na północnym skrzydle przyczółka były nieznaczne. Silnemu ogniowi japońskiemu, prowadzonemu z trzech stron naraz, towarzyszyły przeszkody terenowe w postaci połamanych pni palmowych i lejów po bombach. Punkty dowodzenia obu batalionów otrzymały bezpośrednie trafienia, a w sztabach było wielu rannych. Do 11.05 zdołano posunąć się zaledwie 350 m w głąb lądu. Dowódca 6 Pułku Marines, płk James Risely, wylądował o godz. 10 i utknął na plaży na krawędzi wody. Dowódca 2 Dywizji Marines, gen.-mjr Watson, pojawił się na brzegu około 17.30 i ustanowił swój punkt dowodzenia na plaży „czerwona-2”. Przed zapadnięciem ciemności do plaży „zielona” dotarły pierwsze elementy 29 Pułku Marines. Żołnierze zaczęli okopywać się na zajętych pozycjach. Straty dywizji pierwszego dnia wyniosły 238 zabitych, 315 zaginionych i 1022 rannych.
Natomiast tam, gdzie dowództwo spodziewało się największych trudności, tj. w zrujnowanym miasteczku Charan Kanoa, postępy były widoczne i dość szybkie. 15 LVT drugiej fali było w stanie dostarczyć piechotę 3. batalionu 23 Pułku Marines przez Charan Kanoa do pasma wzgórz poza nim mimo dość gęstego ognia karabinowego obrońców. Natomiast na jego prawym skrzydle 2. batalionu miał od początku kłopoty. Poszczególne pojazdy lądowały z dala od siebie i marines skupiali się w niewielkich grupach prowadząc walkę samodzielnie i dopiero po południu udało się ustalić wspólny front. Na odcinku 25 Pułku Marines było jeszcze gorzej – w ciągu godziny od lądowania marines posunęli się zaledwie 10 m w głąb lądu otrzymując silny ogień maszynowy z licznych bunkrów i moździerzowy z kierunku przylądka Agingan. W rezultacie 1. batalion 25 Pułku Marines okopywał się na noc z niezabezpieczonym prawym skrzydłem.
Należy dodać, że w ciągu dnia 2 Dywizja Marines została wzmocniona dwiema bateriami haubic 75 mm, zaś 4 Dywizja Marines całym 14 Pułkiem Artylerii (dwie baterie haubic 75 mm i trzy 105 mm). Jednostki te wchodziły natychmiast do akcji, równoważąc szesnaście japońskich haubic i trzydzieści dział polowych kal. 75 mm rozmieszczonych na wzgórzach 2,5 km za Charan Kanoa.
Jeśli chodzi o Japończyków, przez cały pierwszy dzień nie przedsięwzięli oni żadnego zdecydowanego ataku piechoty, opierając się wyłącznie na artylerii i kilku nieskoordynowanych akcjach lekkich czołgów.

### Zdobycie lotniska Aslito
Dopiero o godz. 2 w nocy 15/16 czerwca Japończycy przypuścili zmasowany, wsparty czołgami, atak z północy wzdłuż drogi z Garapanu. Został on odparty dzięki pociskom oświetlającym z pancerników – sylwetki nacierających były doskonale widoczne. Drugi, nieco słabszy atak miał miejsce około 3 nad ranem, a trzeci i ostatni tuż przed świtem. Dopiero rano okazało się, jaki był efekt tego natarcia: przed frontem 6 Pułku Marines leżało około 700 zabitych żołnierzy japońskich.
Następstwem nocnego ataku było poranne uderzenie prawoskrzydłowego batalionu 2 Dywizji Marines na przylądek Afetna, gdzie opór Japończyków był niemal symboliczny. O 9.50 czołowy pododdział dotarł do pirsu w Charan Kanoa i nawiązał kontakt z lewym skrzydłem 4 Dywizji Marines. Na południu 25 Pułk Marines zajął silnie broniony przylądek Agingan, po czym bataliony obu pułków 4 Dywizji Marines zwróciły się frontem ku zachodowi, aby o 17.30, gdy zarządzono przerwę w działaniach, mocno oprzeć się o pasmo Wzgórz Fina Susu. Na północy 1. batalion, który pierwotnie miał lądować w zatoce Magicienne na południowym wschodzie wyspy (ta akcja dywersyjna została odwołana), lądował po godz. 16 na plaży „czerwona-2” (ciężki sprzęt batalionu był zrzucany na spadochronach przez samoloty torpedowe z lotniskowców, ale – w związku z tym, że samoloty te dokonywały zrzutów ze zbyt niskiego pułapu – został prawie całkowicie zniszczony) i natychmiast wszedł do akcji.
Plan gen. Saitō zakładający zepchnięcie Amerykanów do morza pierwszej nocy po inwazji nie powiódł się, postanowił więc spróbować raz jeszcze. Po południu 16 czerwca wydał rozkaz 136 Pułkowi Piechoty i 9 Pułkowi Czołgów, by dokonały ataku w kierunku radiostacji, znajdującej się na tyłach 6 Pułku Marines. Atak nastąpił o 3.30. Wzięło w nim udział co najmniej 37 czołgów i około tysiąca piechoty. Atak ten został odparty ze stratą co najmniej 24 czołgów i nieznanej liczby japońskich żołnierzy.
W tym samym czasie uległ modyfikacji amerykański plan lądowania na wyspie Guam, który miał być II fazą operacji Forager i która to faza miała rozpocząć się 17 czerwca. Tymczasem japoński admirał Toyoda nakazał 15 czerwca Flocie Operacyjnej zaatakować Amerykanów w rejonie Marianów i zniszczyć siły inwazyjne. Admirał Spruance otrzymał informacje z okrętów podwodnych USS „Flying Fish” i USS „Seahorse”, które dostrzegły dwie silne grupy okrętów japońskich zdążających w stronę archipelagu. W tej sytuacji odwołane zostało lądowanie na Guam, a samoloty adm. Mitschera przestały wspierać operację na Saipanie. Flota i lotnictwo przygotowywały się na przyjęcie nieprzyjaciela i stoczenia z nim decydującej bitwy morskiej.
19 i 20 czerwca doszło do walk powietrznych w pobliżu wysp; myśliwce z amerykańskich lotniskowców przechwyciły grupy samolotów lecących z baz na Palau, zestrzeliwując większość z nich, jak również większość samolotów startujących z Guam. Uwidoczniła się tu po raz pierwszy zdecydowana przewaga techniczna nowego typu amerykańskiego myśliwca F6F Hellcat nad samolotami japońskimi, a także przewaga wyszkolenia pilotów, którzy mieli za sobą po 300 lub więcej godzin lotów treningowych, nim weszli do akcji; lotnikom japońskim dotychczasowe 100 godzin szkolenia w roku 1944 obcięto do 40. W Japonii zrezygnowano zupełnie z nauki nawigacji, a młodym pilotom mówiono tylko: „leć za dowódcą i rób co każe”.
Z kolei wyposażenie amerykańskich okrętów w radary pozwalało wykrywać samoloty przeciwnika w odległości 100–150 mil od okrętów i przechwycić je przez myśliwce w bezpiecznej odległości. Łącznie zestrzelono od 300 do 475 samolotów. Amerykańscy lotnicy nazwali te walki mianem „wspaniałego odstrzału indyków nad Marianami” (ang. Great Marianas Turkey Shooting). Klęska ta sprawiła, że Japończycy stracili ostatnią szansę na obronienie archipelagu.
Ubocznym efektem pojawienia się floty japońskiej była decyzja o natychmiastowym wysadzeniu na Saipanie rezerwowej 27 Dywizji Piechoty, która znajdowała się w dwóch konwojach na wschód od Marianów z przeznaczeniem do udziału w desancie na Guam. Wobec nieprzewidywalnego efektu zmagań lotniczych i morskich adm. Nimitz polecił wysadzić dywizję na przyczółku 4 Dywizji Marines. 165 Pułk Piechoty, czołowy oddział dywizji, znalazł się na brzegu po południu 17 czerwca i wziął udział w walkach o lotnisko. Po początkowych niepowodzeniach, wynikających z chaosu związanego z przejmowaniem pozycji (na co nałożył się niespodziewany kontratak japoński), połączone siły 4 Dywizji Marines i 27 Dywizja Piechoty zdobyły 18 czerwca lotnisko, dotarły do przeciwległego brzegu wyspy w zatoce Magicienne i oczyściły teren na południe od najwyższego wzniesienia wyspy, góry Tapotchau. Istniał wprawdzie odosobniony punkt oporu na przylądku Nafutan, ale i on wkrótce został zlikwidowany siłami 27 Dywizji Piechoty.

### Boje o środkową część wyspy
Główna Kwatera Japońskiej Armii Cesarskiej w Tokio była zaniepokojona rozwojem sytuacji na Saipanie. Dowództwo 31 Armii otrzymało rozkaz obrony do ostatniego człowieka i utrzymania za wszelką cenę północnych plaż wyspy w oczekiwaniu na posiłki, które – o czym w Tokio zdawano sobie doskonale sprawę – nie miały nigdy nadejść.
Tymczasem dywizje marines przygotowywały się do ataku na północ. Szczególne zadanie, jakim było zdobycie Wzgórza 500 w pobliżu wioski Tsutsuran, przypadło 25 Pułkowi Marines. Wzgórze to było dobrze przygotowane do obrony, ale słabo obsadzone. Bataliony 25 Pułku Marines ruszyły kolumnami 19 czerwca o 10.30 i korzystając z zasłony dymnej w południe zdobyły szczyt. Resztę dnia poświęcono na penetrację licznych jaskiń, podczas której to akcji marines stracili 49 ludzi, zabijając 48 Japończyków. Dopiero wieczorem 20 czerwca teren został uznany za wolny od nieprzyjaciela. Tego samego dnia żołnierze 8 Pułku Marines posunęli się na tyle naprzód, że obie dywizje marines zetknęły się wreszcie skrzydłami i mogły przygotować wspólne uderzenie na północ, tym bardziej że 2 Dywizja Marines otrzymała nieoczekiwane wsparcie w postaci 106 Pułku Piechoty, który miał stanowić rezerwę 27 Dywizji Piechoty na Guam, ale z tych samych co dywizja powodów został skierowany na Saipan.
Japońska linia obrony przebiegała od południowego przedpola miasta Garapan ku krawędzi „Białego Urwiska” (ang. White Cliff), a dalej przez Wzgórza 230 i 286 do wybrzeża w północnym odcinku zatoki Magicienne. Miasto trzymały siły 1 Specjalnego Oddziału Desantowego marynarki, na lewo od nich, aż do stoków wygasłego wulkanu Tapotchau (najwyższe wzniesienie Saipanu, 474 m n.p.m.), umocnił się 135 Pułk Piechoty, zaś wschodnich stoków wulkanu aż do morza miał bronić przerzedzony 118 Pułkiem Piechoty. Półwyspu Kagman bronić miała 47 Mieszana Brygada, nie do końca zniszczona na przylądku Nafutan. 8 Pułk Pancerny miał za zadanie współdziałać w obronie ze 118 Pułku Piechoty i strzec zatoki Magicienne w przypadku prób amerykańskiego desantu. Rezerwę całości stanowił 136 Pułk Piechoty, który został zgrupowany w okolicach wioski Chacha. Według danych wywiadu dotychczasowe straty Japończyków już przekroczyły 50% stanów sprzed inwazji.
Uderzenie amerykańskie nastąpiło o 6.00 rano 22 czerwca. Jednak, wobec twardej obrony japońskiej, postępy były nieznaczne, w związku z czym po południu zapadła decyzja, że 27 Dywizja Piechoty wejdzie do akcji na prawym skrzydle 4 Dywizji Marines, o czym gen. Ralph Smith został powiadomiony o godz. 16. Do akcji – na styku obydwu dywizji marines – wchodziły 106 i 165 Pułk Piechoty. Nowe jednostki ruszyły naprzód o 5.30 23 czerwca, ale wobec braku dokładnych koordynat pododdziały zaczęły wchodzić sobie w drogę i mieszać się. Na skutek nieporozumień między dowódcami obu pułków, między oddziałami frontowymi powstała blisko 100-metrowa luka. Tymczasem atakujące oddziały zbliżały się do Wzgórz 286 i 343, za którymi otwierało się wejście w dolinę, wkrótce nazwaną przez żołnierzy „Doliną Śmierci”.
Postępy 27 Dywizji Piechoty w dolinie, otwartej z dwóch stron na ogień moździerzowy i artyleryjski, były tak nieznaczne (niektóre czołowe kompanie posunęły się zaledwie 100 m naprzód, inne cofnęły na podstawy wyjściowe), że wstrzymało to również ruch naprzód obu skrzydłowych dywizji marines. Rezultaty tego dnia podsumowała depesza gen. Hollanda Smitha do dowódcy 27 Dywizji Piechoty, zaczynająca się od słów: „Generał jest wysoce niezadowolony z postępów i zaniepokojony błędami 27 Dywizji...”. Niewątpliwie winą gen. Ralpha Smitha było opóźnienie w wejściu 27 Dywizji Piechoty do akcji i brak koordynacji działań z obiema dywizjami marines, jednakże gen. Holland Smith najwyraźniej nie brał pod uwagę zaciętego oporu Japończyków w trudnym terenie Doliny Śmierci. Ich nastroje oddaje tekst zapisków znalezionych po bitwie we wraku jednego z czołgów; oto tłumaczenie:

Gwałtowne ataki nieprzyjaciół jedynie wzmagają naszą zaciętość. Każdy żołnierz czeka na atak z bronią gotową do użycia. Czekamy z „koktajlami Mołotowa” i granatami na słowo [dowódcy] by rzucić się naprzód na szeregi wroga z mieczem w ręku. Naprawdę martwi mnie w tej chwili tylko to, co stanie się z Japonią, gdy my umrzemy

O godz. 19.25, gdy tylko zapadły ciemności pięć japońskich czołgów przypuściło atak w lukę między 106. a 165 Pułkiem Piechoty. Cztery z nich zostały zniszczone, ale czołowy przedarł się na tyły Amerykanów i – nieustannie strzelając – zawrócił na północ. Jeden z wystrzelonych przezeń pocisków trafił w niewykryty wcześniej magazyn japońskiej amunicji na terenie zajmowanym przez 3. batalion 106 Pułku Piechoty wzniecając pożar i zamęt w oddziałach. Czołg następnie skręcił na wschód i ostatecznie został zniszczony przez marines z 23 Pułku Marines.
Po dwóch dniach ofensywy postępy były nieznaczne. Na prawym skrzydle 4 Dywizja Marines zajęła większość Półwyspu Kagman, ale teren nie został oczyszczony i nadal był pełen ukrywających się w jaskiniach i zaroślach Japończyków. Na lewym 2 Dywizja Marines wkroczyła do Garapanu i dotarła do podnóży wulkanu. Postępy hamowała 27 Dywizja Piechoty, która nie posunęła się znacząco naprzód. W rezultacie gen. Holland Smith wystąpił do adm. Turnera, a za jego pośrednictwem do adm. Spruance’a, o odwołanie gen. Ralpha Smitha. Zastąpił go dotychczasowy zastępca, gen.mjr Sanderford Jarman.
Zmiana dowódcy 27 Dywizji Piechoty nie wniosła, mimo straty 227 ludzi, nic nowego. Walki o Dolinę Śmierci trwały dalsze sześć dni, dywizja posunęła się naprzód o zaledwie 3000 metrów, ale straty Japończyków były poważne. Telegram do kwatery 31 Armii Cesarskiej, kierowany z dowództwa 29 Dywizji na Guam 25 czerwca, informował, że we wszystkich oddziałach ma około 1120 ludzi, ani jednego sprawnego działa i zaledwie 3 czołgi. Generał Saito, zupełnie nie zdając sobie sprawy z powagi sytuacji, kazał przeprowadzić desant na wschód od Chacha w sile kompanii z Tinianu. W nocy na 25 czerwca 11 barek z wojskiem wyszło z zatoki Sunharon na Tinianie, ale zauważył je niszczyciel USS „Bancroft” i rozproszył; jedna z barek zatonęła, reszta zawróciła. We wczesnych godzinach rannych 26 czerwca kilka barek próbowało powtórzyć operację, lecz dwa patrolujące cieśninę LCG otworzyły ogień zatapiając jedną i uszkadzając inną barkę. Na tym próby Saito pomocy z zewnątrz zostały zakończone.
Amerykanie, ze swej strony, stracili blisko 4 tysiące zabitych i rannych, przy czym szczególnie dotkliwe były straty w dowodzących oficerach jednostek liniowych. Niezależnie jednak od kosztów, rezultaty były oczywiste: wzniesienia Tapotchau i Tipo Pale zostały zdobyte, Dolina Śmierci i półwysep Kagman zajęte, a Japończycy zepchnięci daleko na północ .

### Zdobycie północnego Saipanu
Po ostatecznym oczyszczeniu Doliny Śmierci rozpoczął się wyścig na północ. Oddziały amerykańskie, wobec słabnącego oporu Japończyków, zmierzały ku wiosce Tanapag, ale tu zaczęły się problemy. Północny kraniec Saipanu jest mocno pofałdowany, a wzniesienia sięgają ponad 800 metrów wysokości. Za ostatnim z nich (Marpi, 833 m n.p.m.) leżał ostatni ważny dla Japończyków punkt – lotnisko. Pokonanie tych wzniesień zajęło kolejne dwa dni. Zbliżał się jednak koniec kampanii.
Gen. Saitō, zdając sobie sprawę z tego, że sytuacja jest beznadziejna, wydał swym podwładnym rozkaz do ostatniego, samobójczego ataku. On sam – chory – popełnił samobójstwo zanim jeszcze, około 5.30 rano 7 lipca, 3000 ostatnich żołnierzy rzuciło się do szaleńczego szturmu (wg innej wersji samobójstwo popełnił 10 lipca o świcie). Ostatnie starcie nastąpiło w miejscu, które Amerykanie nazwali później „Harakiri Gulch”. Wiedząc od wziętego wcześniej jeńca o przygotowaniach do ataku, gen. Holland Smith kazał artylerii wstrzelać się w dolinę, co – w chwili rozpoczęcia japońskiej akcji – spowodowało istną masakrę. W krytycznym momencie, gdy żołnierze japońscy docierali do czołowej baterii amerykańskiej, artylerzyści zaczęli wyjmować zamki i – porzuciwszy działa – wycofywać się na południe. Na koniec doszło do walki wręcz, szczególnie zaciętej wśród zabudowań wioski Tanapag, gdzie broniła się grupa Amerykanów nie chcących opuścić swoich rannych. Dopiero po godz. 11 pojawiły się czołgi i teraz będący w przewadze Amerykanie łatwo pokonali niedobitki atakujących. Po bitwie Amerykanie naliczyli 4311 ciał zabitych Japończyków, choć należy przypuszczać, że około 1300, to ofiary wcześniejszych bombardowań. Stan psychiczny żołnierzy 27 Dywizji Piechoty, na których spadł samobójczy atak japoński, był tak zły, że generał Holland Smith zdecydował wycofać dywizję z linii. Zadanie ostatecznego oczyszczenia Saipanu otrzymała 2 Dywizja Marines.
Walki o Saipan nie zakończyły się tego dnia. Do 9 lipca trwała obrona niemających ze sobą kontaktu punktów oporu, szczególnie w licznych na tym obszarze jaskiniach, sukcesywnie wypalanych miotaczami ognia. Część obrońców przepłynęła na niewielkie wysepki skalne na granicy raf, gdzie (odmówiwszy poddania się) zostali wystrzelani. Ostatnim akcentem walk o Saipan były masowe samobójstwa pozostałych żołnierzy japońskich i zmuszanej przez nich ludności cywilnej, która setkami rzucała się z nadbrzeżnych urwisk. Profesor Uniwersytetu Tokijskiego, Saburō Ienaga przytacza wstrząsające historie o rodzinach zabijających się przy pomocy granatów, o młodych kobietach układających swe włosy przed ostatnim skokiem w wody oceanu, o rodzącej, którą widziano jak tonęła z główką noworodka już wystającą z jej krocza, o cztero-pięcioletnich dzieciach czepiających się szyi żołnierzy i idących na dno wraz z nimi...
Tego też dnia w jednej z ostatnich jaskiń zastrzelił się adm. Nagumo.
Według danych japońskich (zdecydowanie różniących się od amerykańskich) na Saipanie walczyło 43 682 Japończyków z czego 41 244 zginęło, a 2438 oddało się do niewoli.

## Tinian
Wyspa Tinian, położona około 5 km na południe od Saipanu, jest odeń nieco mniejsza. Od przylądka Ushi na północy do przylądka Lalo na południu ma około 20 km długości, nie przekraczając przy tym 8 km szerokości. Jest przy tym mniej górzysta. Jedyne większe wzniesienie na północy – Lasso – nie przekracza 170 m n.p.m. Inne wzgórze o podobnej wysokości stanowi południowy kraniec Tinianu opadający stromymi urwiskami ku morzu. Całą resztę wyspy stanowi równinny płaskowyż pokryty, latem 1944 roku, plantacjami trzciny cukrowej. Z punktu widzenia amerykańskiego dowództwa oznaczało to łatwiejsze opanowanie terenu niż na siostrzanym Saipanie, a także znakomity teren pod budowę wielkiego lotniska dla najcięższych bombowców. Z drugiej strony brak było dogodnych do wysadzenia desantu terenów z wyjątkiem pobliża miasteczka Tinian, bowiem większość wybrzeży to urwiska z wyjątkiem kilku odcinków wąskich, niewielkich plaż na północnym zachodzie wyspy.
Japończycy również doceniali zalety Tinianu i zbudowali na jego obszarze aż trzy lotniska z pasami dłuższymi o około 300 m niż lotnisko Aslito na Saipanie. Czwarte, jeszcze większe lotnisko, było budowane koło przylądka Gurguan, na północ od miasteczka Tinian.

### Planowanie operacji
Zarówno Japończycy, jak i Amerykanie zdawali sobie sprawę z wad i zalet Tinianu. Z oczywistych powodów miejsce najlepiej nadające się do dokonania desantu było najbardziej umocnione i dlatego planiści amerykańscy postanowili z niego zrezygnować, wybierając dwie niewielkie plaże: „biała-1” i „biała-2” położone około 3 km na południowy zachód od przylądka Ushi. Lądowanie miały przeprowadzić 2. i 4 Dywizja Marines, przy czym w pierwszej linii nacierać miały 24. i 25 Pułk Marines, a 23 Pułk Marines stanowił rezerwę operacyjną.
Dowódcą obrony Tinianu był płk Takashi Ogata. Bezpośrednio podlegał mu 50 Pułk Piechoty, a nadto inne oddziały piechoty, artylerii i broni pancernej – w sumie 3929 ludzi, 12 dział 75 mm, 6 działek ppanc 37 mm, 9 lekkich czołgów i 2 pojazdy amfibijne podobne do amerykańskich DUKW. Ponadto na wyspie stacjonował wiceadmirał Kakuji Kakuta, któremu podlegało 1910 ludzi personelu naziemnego lotnisk oraz 56 Zespół Obrony Wybrzeża (kpt. Goichi Oya) liczący 4100 ludzi i dysponujący 11 działami 140 mm i 7 działami 120 mm. Większość środków ogniowych skupiona była w okolicy miasteczka, ale również w rejonie planowanego amerykańskiego lądowania, chociaż Japończycy nie spodziewali się desantu w tym właśnie miejscu. W odróżnieniu od poprzednich wysp, na jakich Amerykanie dokonywali desantów, u zachodnich wybrzeży Tinianu położono miny, ale tak dawno, że w chwili ataku były w poważnym stopniu skorodowane i praktycznie niegroźne.
W jednym Ogata miał przewagę nad dowódcą obrony Saipanu – 50 Pułk Piechoty był z nim od roku 1940. Żołnierz był zdyscyplinowany i obdarzony wysokim morale. Plan obrony był prosty i niczym nie odbiegający od poprzednich planów japońskich: zniszczyć nieprzyjaciela na plażach, a jeśli się to nie uda, zepchnąć go do morza w nocnym, samobójczym ataku. Tu Ogata dodał jeszcze jeden punkt: jeśli i to nie przyniesie rezultatu, wycofać się na południe i tam, wśród wzgórz, walczyć do ostatniego żołnierza.

### Uderzenie i zdobycie

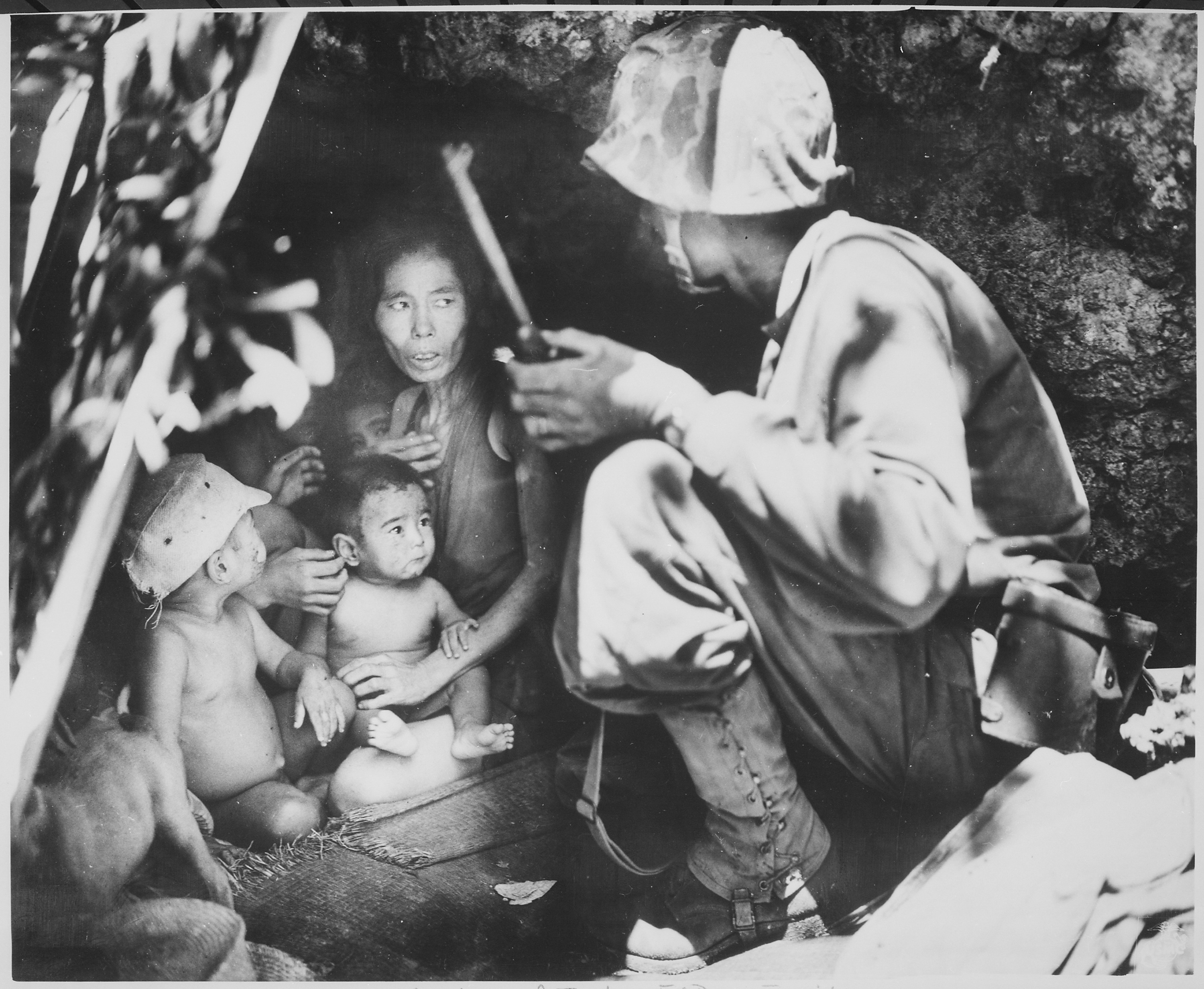
Patrol marines natknął się na kryjącą się w jaskini kobietę z czwórką dzieci.

Desant poprzedziło bombardowanie z morza i powietrza. Rozpoczęło się 15 czerwca, wraz z pojawieniem się na wodach Marianów grupy uderzeniowej adm. Mitschera. Przez tydzień po zdobyciu Saipanu ostrzał stamtąd prowadziła artyleria polowa (wystrzeliła 7571 pocisków), a nocami miasteczko Tinian rujnowane było systematycznie przez artylerię okrętową niszczycieli i krążowników lekkich. 16 lipca rozpoczęto bombardowanie brzegów zatoki Asiga na wschodzie wyspy, przy czym krążownikom „Louisville” i „New Orleans” przyszły z pomocą dwa LCI, okładając ogniem jaskinie na urwistych wybrzeżach. Wreszcie, 23 lipca, do walki weszły 3 stare pancerniki, 2 krążowniki ciężkie i 16 niszczycieli ostrzeliwując wyspę ze wszystkich stron, przy czym plażom „biała-1” i „biała-2” poświęcono najmniej uwagi, co miało zdezorientować Japończyków. O godzinie 15.00 okręty przerwały ogień na godzinę, w którym to czasie samoloty z lotniskowców zrzucały bomby, w tym po raz pierwszy w historii wojen bomby napalmowe w rejonie przylądka Faibus San Hilo. W noc poprzedzającą lądowanie niszczyciel „Waller” i 5. Zespół Nurków przeprowadziły rekonesans przeciwminowy na wysokości plaż desantu.
O świcie 24 lipca do plaż lądowania zbliżyła się flotylla składająca się z 8 transportowców, 37 LST, 2 LSD, 31 LCI, 21 LCT, 92 LCM, 100 LCVP, 533 LVT i 140 DUKW (te ostatnie miały na pokładach cztery baterie lekkich haubic 75 mm). Dla zmylenia przeciwnika tuż przed lądowaniem przez zatokę Sunharon (na wysokości miasteczka Tinian) przedefilowała grupa transportowców i osłaniających je niszczycieli. Co więcej, pojazdy amfibijne zostały spuszczone na wodę i obsadzone przez piechotę. Japończycy odpowiedzieli silnym ogniem zaporowym i zdołali uszkodzić dwa okręty, zanim ich baterie zostały zniszczone. Depesza płk Ogaty do Tokio donosiła o odparciu próby desantu w okolicach miejscowości Tinian.
Rzeczywiste lądowanie nastąpiło o 7.40 praktycznie bez oporu. Do wieczora umocniono przyczółek ponad 2,5 km długi i ponad 1,5 km głęboki. Straty tego pierwszego dnia były relatywnie niewielkie – 15 zabitych i 225 rannych. Po południu wyładowano wszystkie cztery bataliony artylerii stromotorowej, a do wieczora żołnierze okopali się, rozciągnęli zaporę z drutów kolczastych i rozmieścili gniazda karabinów maszynowych. W tej sytuacji planowany przez Ogatę nocny kontratak nie mógł się udać. Tylko w jednym miejscu Japończykom udało się przedrzeć przez amerykańską linię obrony, ale zostali zabici, nim dotarli do plaż. Zniszczeniu uległo także siedem czołgów, które brały udział w nocnym ataku. Rano Amerykanie naliczyli 1241 zwłok zabitych nieprzyjaciół. Zdaniem generała Gatesa „nad ranem 25 lipca 4 Dywizja Marines skręciła Japończykom kark w bitwie o Tinian”.
Po nieudanym nocnym ataku Ogata – zgodnie z wcześniejszym założeniem – zdecydował wycofać wszystkie siły własne z północy i obsadzić linię od przylądka Gurguan po zatokę Asiga na jej południowym krańcu.
Amerykanie odnotowali podczas tych pierwszych walk o Tinian dwa ogromnej wagi osiągnięcia: pierwszym była budowa sztucznego portu (mniejszej wersji portu „Mullberry” z plaż Normandii), co ogromnie ułatwiło wyładunek ludzi i sprzętu; drugim zaś wykorzystanie – na wielką skalę – kołowych pojazdów amfibijnych DUKW, które okazały się niezwykle przydatne przy dostarczaniu oddziałom bojowym niezbędnego wyposażenia, od żywności i amunicji po lekkie działa.
30 lipca dwie dywizje marines stanęły przed wzniesieniami, które miały stanowić ostatni punkt oporu płk Ogaty. Były to niezbyt wysokie, lecz silnie wypiętrzone wzgórza pełne stromych urwisk i jaskiń zamienionych w punkty oporu. Już następnego dnia czołowe kompanie marines – dzięki wsparciu ogniowemu z okrętów – dotarły na szczyt wzniesień. W tej sytuacji płk Ogata poprowadził do samobójczego ataku resztę swych sił, w trakcie którego zginął, a wraz z nim cały garnizon, z którego do niewoli wzięto tylko 235 ludzi. 1 sierpnia wyspa została uznana za zdobytą.

## Guam

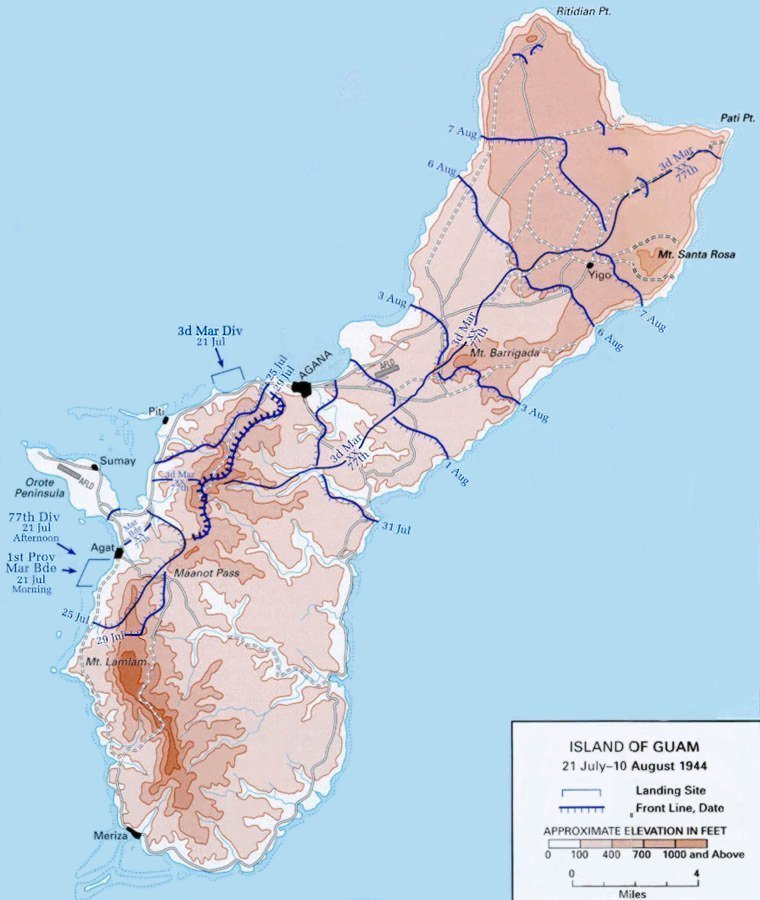
Plan bitwy o Guam

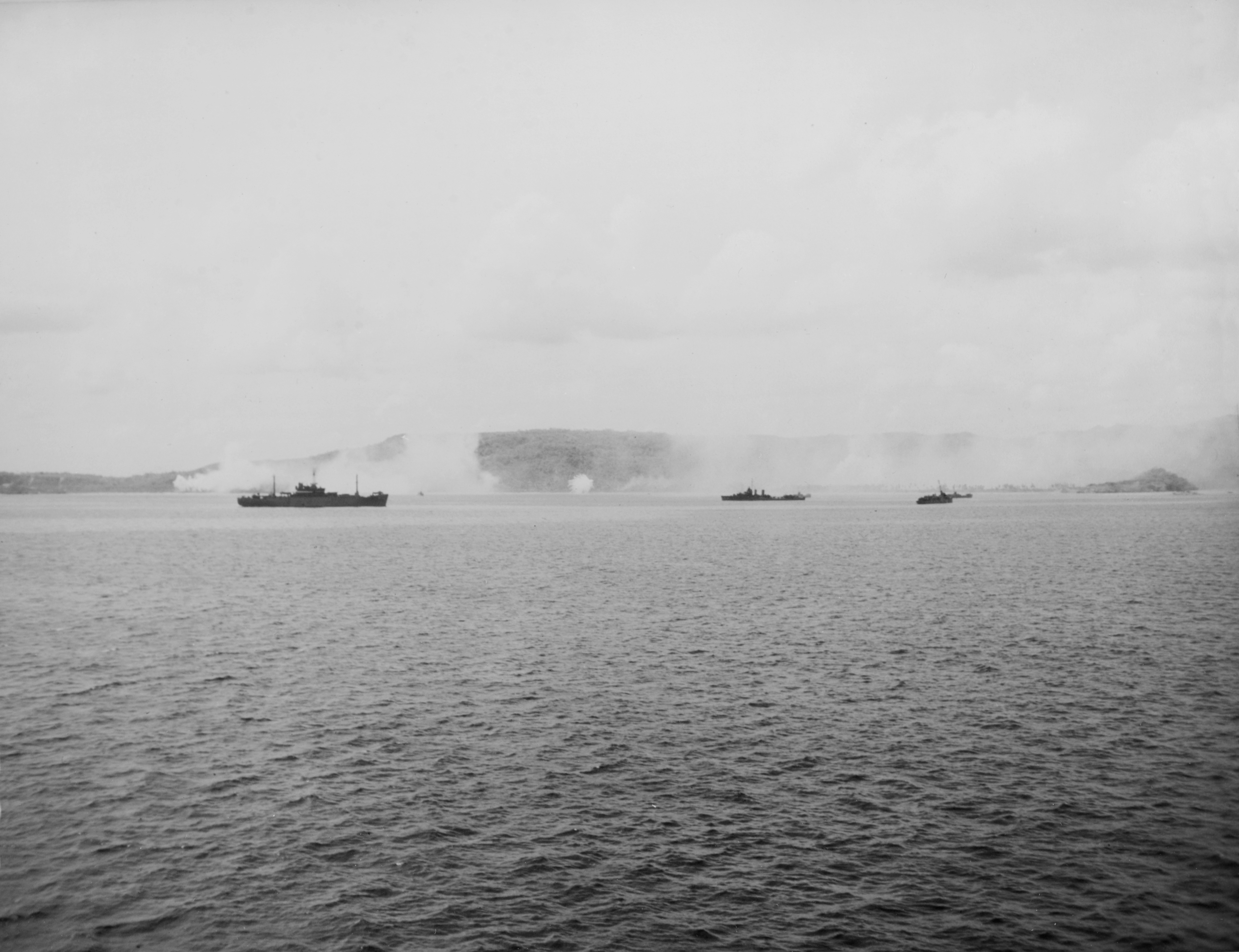
Bombardowanie wyspy Guam 14 lipca 1944. Zdjęcie wykonano z pancernika USS „New Mexico”

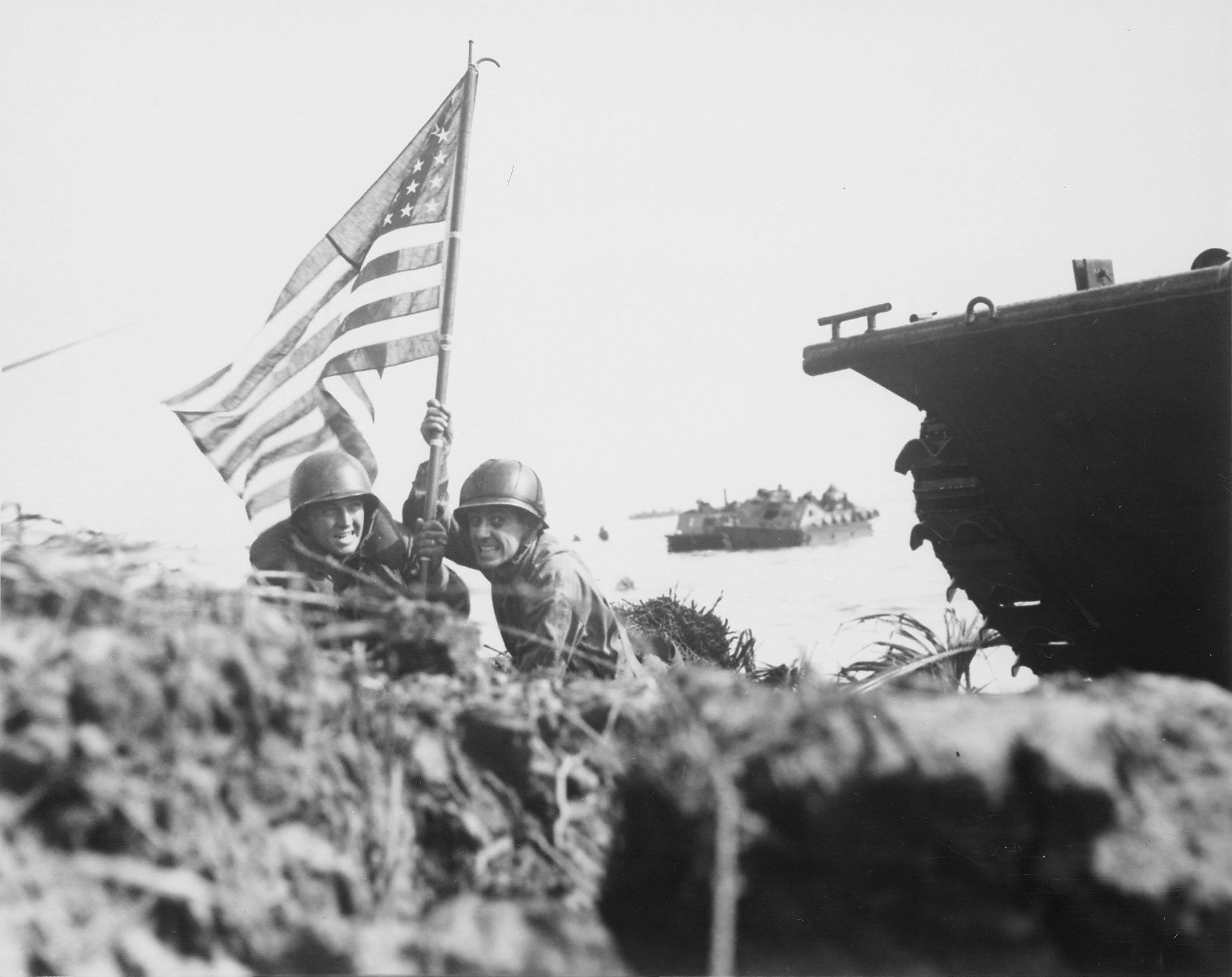
Pierwsza flaga amerykańska na plażach Guamu. Dwaj amerykańscy żołnierze zatknęli tę flagę osiem minut po lądowaniu na wyspie.

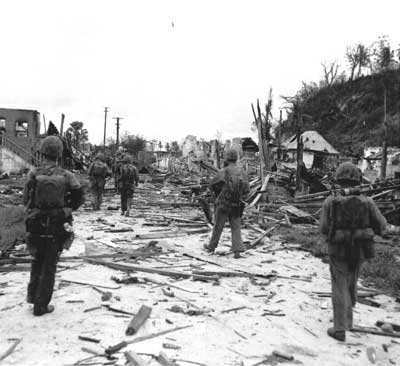
Żołnierze 3 Pułku Marines w akcji na ulicach Agany

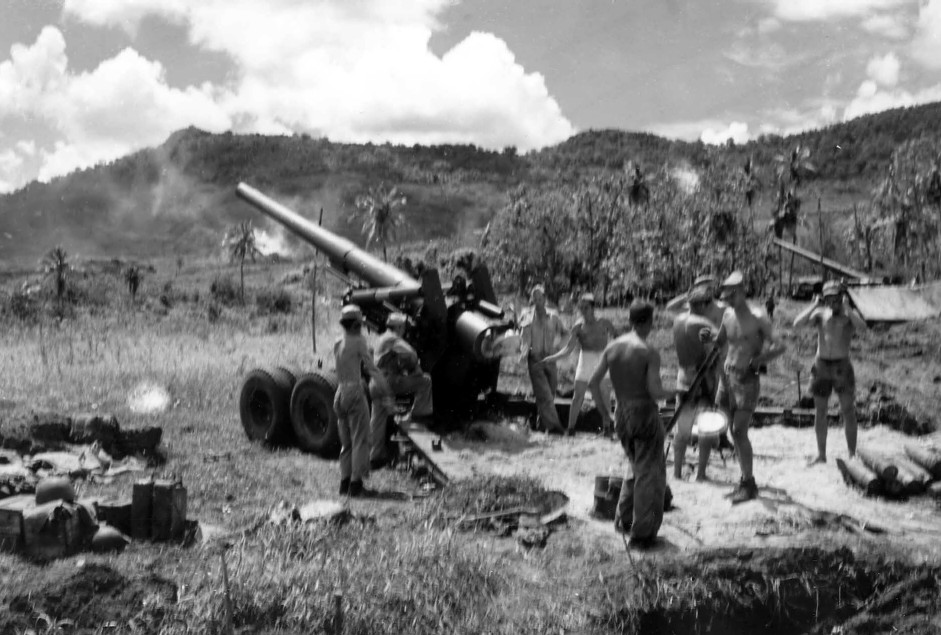
Haubica 155 mm w akcji 28 lipca

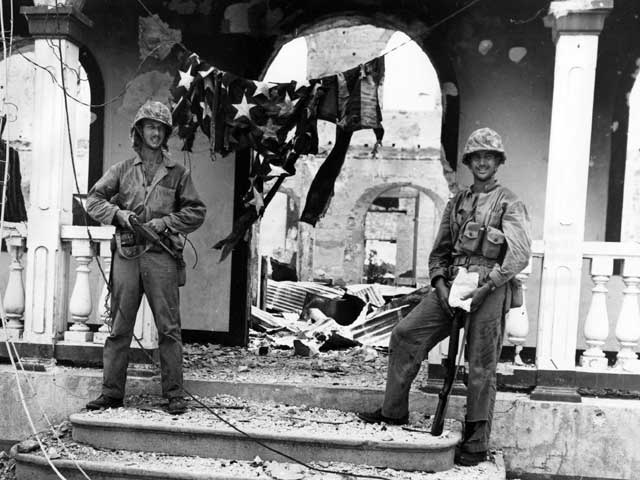
Zdobycie Agany. Tę flagę z 1941 roku marines znaleźli w ruinach miasta

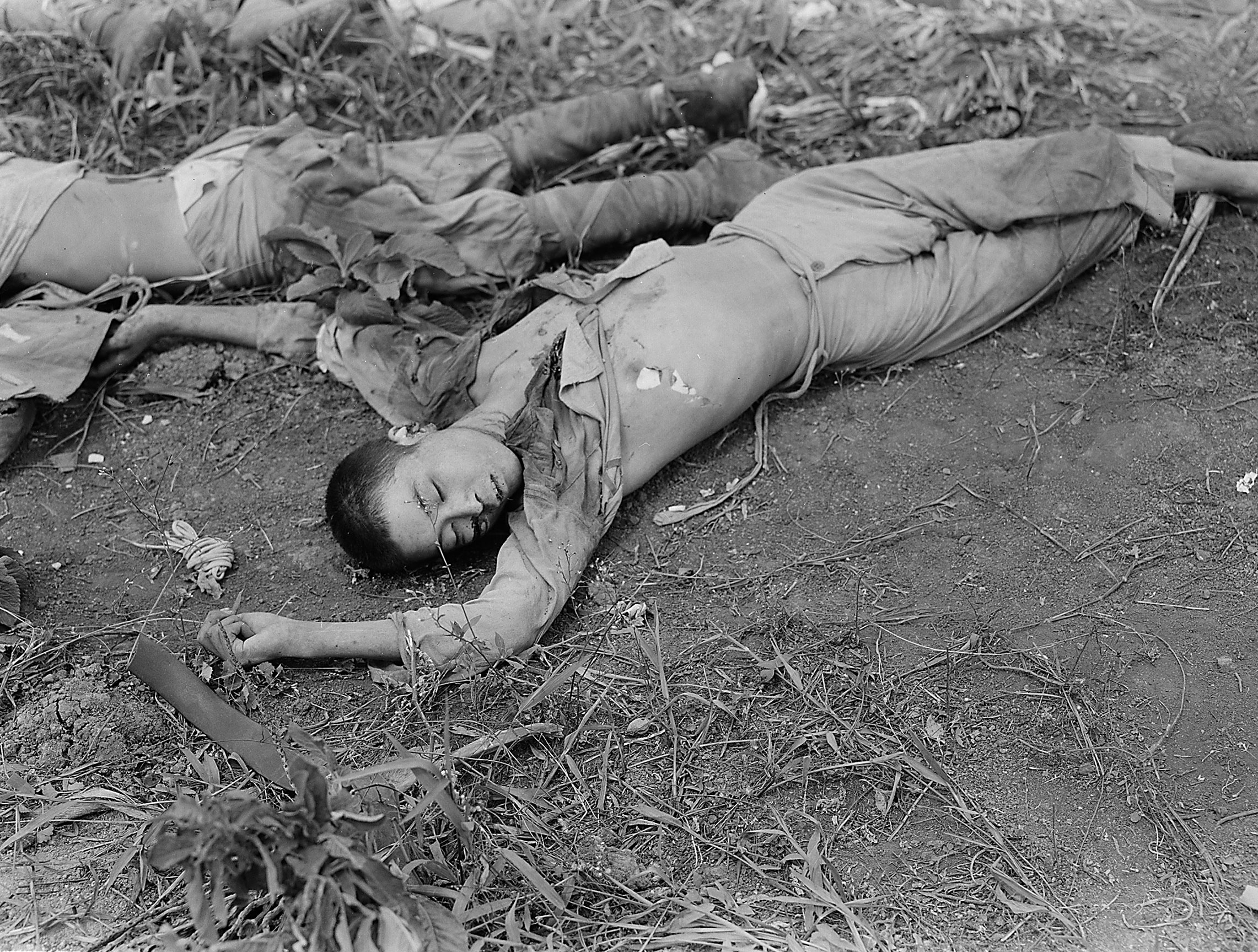
Zwłoki zabitych Japończyków

Guam jest największą i najdalej na południe położoną wyspą archipelagu Marianów. Odległa o około 170 km od Saipanu ma prawie czteroipółkrotnie większą odeń powierzchnię (543,1 km²). Od przyl. Ritidian na północy do plaż na południowym krańcu ma 51 km długości, a jej szerokość waha się od 8 do 15 km. Najwyższym wzniesieniem wyspy jest Mount Lamlam (406 m n.p.m.). Podobnie jak Saipan otoczona jest rafami koralowymi o szerokości od 7 do nawet 200 metrów, przy czym nawet najniższe z nich kryją się pod wodą w czasie przypływu na nie więcej niż 60 cm. Północna połowa wyspy, od przylądka Fadian na wschodnim wybrzeżu po zatokę Tumon na zachodnim, ma strome, urwiste brzegi o wysokości do 200 m, co całkowicie wyklucza podejście. Południowe i wschodnie wybrzeża, będące pod wpływem silnych wiatrów południowo-wschodnich, których efektem jest wysoka i silna fala przyboju, również nie sprzyjają lądowaniu.

### Przygotowania i siły obu stron
Takie warunki terenowe wymuszały na amerykańskich planistach, przygotowujących desant, ograniczenie się do dwóch niewielkich plaż na zachodnim wybrzeżu, po obu stronach wysuniętego głęboko w morze półwyspu Orote, w zatoce Agat na południu i plaży Asan na północy. O tym, że tylko te odcinki wybrzeża nadają się do lądowania, wiedzieli także Japończycy, którzy w tych właśnie regionach zmasowali większość swych sił.
Siły te jednak, w porównaniu ze znacznie mniejszym Saipanem, były zdecydowanie niewystarczające do obrony wyspy. Początkowo dowódcą obrony był gen. Takeshi Takashima, a po jego śmierci w dniu 28 lipca, gen. Obata.
W połowie lipca japońskie siły na Guam liczyły około 18 500 żołnierzy w jedenastu batalionach piechoty, niepełnych trzech batalionach artylerii, trzech kompaniach pancernych, dwóch kompaniach artylerii przeciwlotniczej i oddziałach pomocniczych. Według danych wywiadu amerykańskiego najbardziej wartościowymi jednostkami były 54 Oddział Obrony Wybrzeża i 60 Oddział Obrony Przeciwlotniczej. Wyspa podzielona została na cztery sektory obronne, ale w połowie lipca cały niemal garnizon został przesunięty w rejon Agat-Orote-Asan, gdzie miała nastąpić spodziewana inwazja.
Artyleria obrony wybrzeża dysponowała szesnastoma działami kalibru 200 mm, sześcioma działami 150 mm, dwudziestoma działami 127 mm i dwunastoma działami 120 mm. Ponadto obrońcy posiadali czterdzieści cztery działa polowe i haubice, dwadzieścia dwa działka ppanc kal. 37 mm i około siedemdziesiąt działek plot kal. 25 i 20 mm.
Japońska doktryna obronna nie odbiegała od tej zastosowanej na Saipanie i Tinianie: zniszczyć nieprzyjaciela na plażach lub – jeśli się to nie powiedzie – w samobójczych nocnych atakach. Najsilniej ufortyfikowane były podstawa półwyspu Orote oraz plaże na północ i południe od niego. W głębi lądu rozlokowano część dział, ale nie było ich zbyt wiele, tym więcej, że ze wszystkich celów ataku na Marianach, Guam była bombardowana przez Amerykanów najdłużej i zniszczenia przed bitwą były największe. Obrońcy nie byli w stanie nadążyć z naprawami.
Plan amerykański zakładał, że na plażach północnych, o długości około 2500 m, lądować będzie 3 Dywizja Marines w następującym porządku: 9 Pułk Marines na plaży „niebieskiej”, 21 Pułk Marines na plaży „zielonej”, a 3 Pułk Marines na plażach „czerwonej-1” i „czerwonej-2”. Z kolei na plażach południowych desantu dokonać miała Prowizoryczna Brygada Piechoty Morskiej: 4 Pułk Marines na „białej-1” i „białej-2”, zaś 22 Pułk Marines na plażach „żółtej-1” i „żółtej-2” (rezerwa – pułkowy zespół uderzeniowy ze składu 77 Dywizji Piechoty). Wszystkie oddziały miały za zadanie – zaraz po lądowaniu – wedrzeć się na górujący nad plażami płaskowyż na głębokość co najmniej 1000–1500 metrów i zabezpieczyć skrzydła.

### Bombardowanie i desant
Okręty amerykańskie rozpoczęły ostatni ostrzał przed desantem 21 lipca o godz. 5.30. Artylerzyści koncentrowali się na samych plażach, ich skrzydłach i najbliższym zapleczu. Na pozycje japońskie spadło 22 tys. pocisków wszystkich kalibrów i ponad 9 tys. rakiet. Krótko po godzinie 7 rano do akcji weszło lotnictwo bombardując i ostrzeliwując z lotu koszącego cały obszar. Gdy pojazdy amfibijne pierwszej fali desantu znalazły się w odległości 1200 m od plaż, artyleria okrętowa dokonała ostatniego bombardowania, by po 8 minutach przenieść ogień w głąb lądu.
Lądowanie na wszystkich plażach odbyło się bez większych przeszkód. Na północy najłatwiejsze zadanie miał 9 Pułk Marines, który – mimo ognia granatników i karabinów maszynowych – w krótkim czasie osiągnął na prawym skrzydle zakładaną głębokość przyczółka – 1500 metrów. Nacierający w centrum 21 Pułk Marines nie napotkał wprawdzie większego oporu nieprzyjaciela, ale teren okazał się niezwykle trudny do pokonania, co przy wysokiej temperaturze i braku wody pitnej zwiększało trudności. Niemniej, do wieczora pierwszego dnia pułk pokonał urwiska i nawiązał kontakt z 9 Pułkiem Marines. Największe trudności miał 3 Pułk Marines, który trafił na pełne jaskiń urwiska, skąd szedł nieustanny ogień. Pułk włamał się na niektórych odcinkach na pożądaną głębokość, ale zostawił na zapleczu znaczne siły japońskie i nie nawiązał do nocy kontaktu ze skrzydłem 21 Pułku Marines. Straty w tym rejonie lądowania wyniosły 105 zabitych, 536 rannych i 56 zaginionych.
Na południowym odcinku, gdzie zapleczem plaż było miasteczko Agat, teren był znacznie dogodniejszy, miejscowość zrujnowana, a wzgórza znacznie niższe niż na północy. W rezultacie brygada marines posunęła się około 1200 metrów w głąb lądu przy stratach nieprzekraczających 350 ludzi. Niejakie trudności w czasie lądowania miał zespół uderzeniowy ze składu 77 Dywizji Piechoty, który omyłkowo znalazł się na brzegu na terenie nie objętym planem desantu, ale i tu obeszło się bez większych strat (dowódca 305 Pułku Piechoty utknął na rafie, skąd dotarł gumowym pontonem do brzegu; jego sztabowcy pokonali ten odcinek wpław).

### Kontratak i umocnienie przyczółka
Amerykanie, okopując się wieczorem 21 lipca na zdobytych pozycjach przyczółka, zdawali sobie sprawę z niebezpieczeństwa japońskiego kontrataku i byli nań przygotowani. Gdy atak ów (od strony półwyspu Orote) nastąpił, okazał się znacznie mniej niebezpieczny od podobnych akcji na Saipanie i Tinianie, chociaż na odcinku 305 Pułku Piechoty, który po raz pierwszy znalazł się w boju, Japończykom udało się przerwać linie obronne i dotrzeć niemal do baterii haubic. Rezultatem nocnej walki było 7 zabitych i 10 rannych po stronie amerykańskiej i 268 zabitych i 6 zniszczonych czołgów po stronie japońskiej. W trakcie bitwy zabity został dowodzący atakiem płk Suenaga, co znacznie osłabiło morale obrońców półwyspu.
Rankiem 22 lipca rozpoczęto umacnianie przyczółka na południu. 4 Pułk Marines zaatakował Wzgórze Alifan napotykając zaraz na początku zmasowany ogień flankowy, ale po uciszeniu go z pomocą artylerii i czołgów patrole bez przeszkód dotarły na szczyt wzniesienia nie napotykając żadnego oporu. Na odcinku 305 Pułku Piechoty szło oporniej, bowiem żaden z batalionów nie zdołał osiągnąć gotowości bojowej przed godziną 8 rano, a artyleria pułkowa nie wcześniej niż o 10. Niemniej, wobec braku większego oporu, 305 Pułk Piechoty osiągnął zakładaną linię i nawiązał na swym prawym skrzydle kontakt z 4 Pułkiem Marines. Do popołudnia cała brygada posunęła się znacznie naprzód, nawet mimo tego, że mosty na rzece Ayuja okazały się zniszczone. W tym samym czasie wycofano z linii – na rozkaz gen. Shepherda – wszystkie gąsienicowe pojazdy amfibijne, zastępując je czołgami.
Noc z 22 na 23 lipca minęła na odcinku całej brygady spokojnie, a żaden z patroli japońskich nie zdołał przedostać się na tyły Amerykanów. Następnego dnia żołnierze 4 Pułku Marines nie posunęli się dalej naprzód, umacniając pozycje i przygotowując je do obsadzenia przez 306 Pułk Piechoty, którego pododdziały znajdowały się jeszcze w morzu. Rano obserwatorzy dostrzegli znaczne ugrupowanie Japończyków przemieszczające się od strony wzniesienia Lamlam w kierunku przylądka Facpi. Natychmiast wezwano pomoc marynarki i lotnictwa, w konsekwencji czego siły japońskie zostały zniszczone. Z kolei 305 Pułk Piechoty osiągnął wszystkie zamierzone cele na wschodzie, a jedyną przeszkodą była tropikalna ulewa. Zagrożenie dla oddziałów posuwających się w kierunku wschodnim stanowiły jeszcze siły japońskie tkwiące wciąż na półwyspie Orote.

### Główne uderzenie
Po wycofaniu z linii 4 Pułku Marines i przejęcia zadań prowizorycznej brygady przez 77 Dywizję Piechoty (wszedł do akcji jeszcze rezerwowy 307 Pułk Piechoty), gen. Geiger planował rozpoczęcie w dniu 24 lipca jednoczesnego uderzenia na półwysep Orote, celem likwidacji tkwiących tam wciąż jeszcze oddziałów japońskich, a jednocześnie na wschód i południe, w wyniku czego miało nastąpić przecięcie wyspy i oczyszczenie z Japończyków południowego jej krańca, a następnie atak zmasowanych sił obu skrzydeł na północ. Generał zakładał, że północny kraniec Guam osiągnięty zostanie najpóźniej 30 lipca.
Postępy nie były jednak tak szybkie, jak zakładano. Do 29 lipca trwało oczyszczanie półwyspu Orote, gdzie obrona była wyjątkowo zaciekła i urozmaicona conocnymi atakami samobójczymi, które zwiększały straty Amerykanów i spowolniały tempo głównego natarcia. Do największego takiego ataku doszło w nocy z 25 na 26 lipca. Został uzgodniony między gen. Takashimą a płk Tamaim na Orote, bowiem mimo intensywnych bombardowań nie został przerwany kabel telefoniczny łączący lotnisko na Orote z kwaterą Takashimy w jaskini w masywie Fonte, niedaleko amerykańskiego przyczółka. Przez całą noc ze wzgórz zbiegali japońscy żołnierze, atakowali i ginęli. Amerykanie na odcinku 9 Pułku Marines naliczyli siedem takich fal. W dwóch miejscach atakującym udało się przerwać linie Amerykanów i dotrzeć aż do szpitala polowego, gdzie zostali odparci przez lekarzy, pielęgniarzy, rannych i cały pomocniczy personel tyłowy. W sumie, największy atak japoński nie przyniósł żadnych zdobyczy terytorialnych. Zginęło ponad 3500 ludzi, w tym wielu oficerów doborowych japońskich jednostek. W rezultacie gen. Takashima podjął decyzję o wycofaniu pozostałych sił w głąb wyspy, by tam walczyć aż do śmierci.
Teraz ruszyło długo odkładane natarcie głównych sił amerykańskich. Do 29 lipca trwało zajmowanie i oczyszczanie pełnego jaskiń płaskowyżu Fonte. Tego samego dnia zginął gen. Takashima, który do tej pory ociągał się z ewakuacją swej kwatery głównej. W tej sytuacji na wyspie pozostał już tylko jeden generał japoński – Obata – dowódca 31 Armii, który kilka dni przed amerykańską inwazją przybył z Palau dla dokonania inspekcji i znalazł się w pułapce. Jemu też przypadło zadanie zreorganizowania na nowo resztek sił japońskich na Guam.
Tymczasem trwało dalsze poszerzanie przyczółka. 27 lipca zajęty został szczyt wybitnego Wzgórza Tenjo. Posiadając tak dogodny punkt obserwacyjny gen. Geiger postanowił sprawdzić, dokąd wycofali się Japończycy. Pięć pięcioosobowych patroli z czamorrańskimi przewodnikami ruszyło na wschód i południe. Z ich raportów wynikało, że południe wyspy nie jest bronione przez Japończyków i że cały atak amerykański powinien być skierowany na północ. Naturalnym ośrodkiem oporu mogło tam być wybitne Wzgórze Barrigada (225 m n.p.m.), najwyższe wzniesienie w tej części wyspy, ale gen. Ogata wybrał – jako miejsce ostatniego boju – Mount Santa Rosa (290 m n.p.m.) na północno-wschodnim krańcu.
Gen. Geiger wyznaczył dwie pozycje frontowe, jakie oddziały 3 Dywizji Marines (skrzydło lewe) i 77 Dywizji Piechoty (prawe) winny osiągnąć 31 lipca i 1 sierpnia. Przecinały one wyspę od zatoki Agana do zatoki Pago w odległości około 5 km jedna od drugiej. Obie zostały osiągnięte w zakładanym okresie przy nieznacznym oporze Japończyków, a jedynym prawdziwym problemem Amerykanów stały się kłopoty z zaopatrzeniem wobec zbytniego oddalenia się od baz (w przypadku 77 Dywizji Piechoty nawet ponad 25 km). Na większy opór natrafiono u podnóży wzniesienia Barrigada, gdzie żołnierze 307 Pułku Piechoty ponieśli niewielkie straty, ale nocą z 3 na 4 sierpnia Japończycy wycofali się zostawiając Zatokę Tumon i okoliczne wzgórza bez obrony.
Dalszy postęp był wolny, bowiem odbywał się przez teren mocno sfałdowany, niemal pozbawiony dróg i porośnięty wysoką trawą, w której ukrywały się niewielkie grupki Japończyków, ale straty Amerykanów w ciągu dwóch dni wyniosły zaledwie 4 zabitych i 20 rannych. Do wieczora 6 sierpnia ostatnia linia obrony, wyznaczona przez gen. Ogatę w poprzek północnego krańca wyspy, została przerwana w tak wielu miejscach, że front zmienił się w izolowane kotły, w których próbowali się bronić pozbawieni cięższej broni, amunicji i wody pitnej Japończycy.

### Ostatnie walki
Wiedząc od schwytanego (pierwszego od tygodnia) Japończyka, że Mount Santa Rosa broniona jest przez około 3000 żołnierzy, dowódca 77 Dywizji Piechoty dobrze przygotował się do uderzenia, które nastąpiło 7 sierpnia poprzedzone bombardowaniem z morza i powietrza oraz ostrzałem artylerii stromotorowej. Wraz z batalionami 305, 306 i 307 Pułku Piechoty do ataku na wzgórze i obszar poza nim ruszyły wszystkie dostępne czołgi. Gen. Bruce osobiście doglądał wszystkiego, co działo się na pierwszej linii. Atak, rozpoczęty o godz. 8.30, zakończył się o 14.40 doniesieniem dowódcy 1. batalionu, że jego „żołnierze dotarli do nadmorskiego urwiska i spoglądają na morze”. Japończycy nie zniknęli wprawdzie zupełnie, w kilku jaskiniach stawiali jeszcze opór, ale wspominane przez jeńca trzy tysiące japońskich żołnierzy gdzieś zniknęło.
Na północy wyspy istniało tylko jeszcze jedno miejsce, gdzie mógł schronić się gen. Obata i jego główne siły. Było to Wzgórze Machanao na północ od Mount Santa Rosa, ale działający na tym odcinku żołnierze 22 Pułku Marines tam także nie znaleźli większych sił. Wczesnym popołudniem 7 sierpnia marines osiągnęli przylądek Ritidian, najbardziej na północ wysunięty punkt wyspy Guam. Co więc stało się z Japończykami? W jaskiniach i szczelinach Santa Rosa znaleziono nie więcej jak 500 ciał. Amerykańskie dowództwo podejrzewało, że obrońcy, po ostatnim przygotowaniu ogniowym z samolotów i okrętów, rozpierzchli się w całkowicie niezorganizowany sposób po dżungli, gdzie dopiero trzeba ich będzie pojedynczo wyłapywać.

## Rezultaty
Akcja oczyszczająca oficjalnie trwała na Guam do 10 sierpnia. O godzinie 11.31 tegoż dnia gen. Geiger oznajmił, że zorganizowany opór na Guam ustał. W południe, na pokładzie flagowego okrętu adm. Spruance’a ciężkiego krążownika USS Indianapolis, przybyli na Guam – prócz gospodarza – adm. Nimitz, generałowie USMC Holland Smith i Vandergrift. Po uroczystości podniesienia flagi narodowej na głównym placu Agany marines wrócili do żmudnej akcji oczyszczającej, która miała potrwać następnych kilka tygodni. Generał Obata zabity został 11 sierpnia, a ostatnich jego żołnierzy zabijano lub wyłapywano jeszcze długo po wojnie. Siły uderzeniowe mogły teraz przekazać archipelag Marianów US Navy i USAAF, które wkrótce przystąpiły do budowy wielkich baz morskich i lotniczych, które dały początek wielkim nalotom na Wyspy Japońskie.
Prawie cały garnizon wyspy Guam – liczący około 17 500 ludzi – poniósł śmierć w walkach. O ratunek dla tych, co przetrwali i ukrywali się w dżungli i w górach, zabiegali wzięci do niewoli płk Takeda i mjr Sato, ale tylko niewielu (485 tych, którzy jednak chcieli żyć) zdało się na łaskę zdobywców. Ze swej strony Amerykanie – do dnia 10 sierpnia – stracili (na wszystkich trzech wyspach) 26 715 zabitych, rannych i zaginionych, przy czym największe były straty marines.